# Лжедмитрий I
Лжедми́трий I, официально именовавший себя царевич (затем — царь) Дмитрий Иванович, в отношениях с иностранными государствами — Император Димитрий (лат. Demetrius Imperator, XVI век, Москва — 27 мая 1606, Москва) — Государь, Царь и Великий Князь всея Руси с 1 (11) июня 1605 года по 17 (27) мая 1606 года, по устоявшемуся в историографии наиболее распространённому мнению — самозванец, выдававший себя за чудом спасшегося младшего сына Ивана IV Грозного — царевича Дмитрия. Первый из нескольких самозванцев, именовавших себя сыном Ивана Грозного и претендовавших на российский престол.

## Гибель царевича Дмитрия
Царевич Дмитрий погиб при невыясненных до настоящего времени обстоятельствах — от ножевой раны в горло.
Его мать обвинила в убийстве Дмитрия пребывавших в Угличе «людей Бориса» Данилу Битяговского и Никиту Качалова, которые немедленно были растерзаны толпой, поднявшейся по набату.
Вскоре после гибели царевича в Углич явилась правительственная комиссия во главе с князем Василием Шуйским, которая после допроса многих десятков свидетелей (следственное дело сохранилось) пришла к выводу о несчастном случае: царевич якобы проколол себе горло ножом, играя в «тычку» (кидая нож в землю), когда с ним случился эпилептический припадок. Несмотря на это, в народе продолжали ходить упорные слухи о причастности к убийству Бориса Годунова и его посланцев, а также о том, что царевич чудесным образом спасся, что и послужило основой для появления в скором времени первого Лжедмитрия.

## Экономические и социально-психологические предпосылки появления
По мнению историков, успех или неудача любого самозванца, претендующего на высшую роль в монархическом государстве, основывается на нескольких факторах. Это — готовность высшего класса принять его (например, противопоставив скомпрометировавшему себя правителю), вера угнетённых в «доброго царя», «избавителя», по неким причинам связанная с претендентом, и способность собрать и подчинить себе вооружённую силу, готовую поддержать высказанные притязания. У Лжедмитрия I — по крайней мере, на первом этапе его деятельности — все эти факторы, несомненно, присутствовали.
Борьба за власть в кремлёвских верхах началась с момента восшествия в 1584 году на престол слабого телом и духом царя Фёдора. Уважения к нему не испытывали ни бояре, ни народ — об этом существует, среди прочего, свидетельство шведского короля: по его словам, «русские на своём языке называют его „durak“». Известно, что победителем в этой борьбе оказался Борис Годунов, ставший фактическим правителем государства. Это повлекло за собой умаление власти Боярской думы.
Гибель Дмитрия в Угличе и последовавшая за этим смерть бездетного царя Фёдора привели к династическому кризису. Несомненно, выбранный в 1598 году новым царём Борис Годунов пользовался поддержкой служилого дворянства и был, возможно, лучшим из кандидатов на высшую роль в государстве как умный и дальновидный правитель.
В то же время, избранный царь с точки зрения людей того времени не был равен наследному, ставшему правителем «божьей волей, а не человеческим соизволением». Также ему упорно ставили в вину гибель царевича Дмитрия, и Борис оказывался виноват вдвойне — как «погубитель царского корени» и «самовластный восхититель трона». Реальное положение дел не соответствовало желаемому, и этим не преминула воспользоваться боярская верхушка.
Глухая оппозиция, сопровождавшая правление Бориса с начала и до конца, не была для него секретом. Существуют данные, что царь прямо обвинил приближённых бояр в том, что появление самозванца не обошлось без их содействия.
В последние годы правления Борис перестал выходить из дворца, не принимал челобитных и вёл себя «как вор, боящийся быть пойманным».
Пытаясь царствовать не только над имуществом и жизнью, но и над умами подданных, он разослал по всей стране особую молитву, которая должна была читаться в каждом доме в момент, когда поднималась заздравная чаша за царя и его семейство. Понятно, ненависть к Годуновым к моменту его кончины была всеобщей.
Тяжёлый экономический кризис, разразившийся в России в 1560—1570-е годы, сменился временным оживлением в начале 1590-х. Постепенная потеря крестьянином личной свободы, введение «заповедных лет», когда крепостному было запрещено менять владельца, привело к огромному увеличению количества беглецов, тянувшихся в южные части страны, пополнявших ряды казачества. Уменьшение количества налогоплательщиков и сравнительная маломощность крестьянских хозяйств привели к увеличению налогового бремени, в частности, «царского тягла». В оппозиции к власти находилось и городское население, недовольное тяжёлыми поборами, произволом местных чиновников и непоследовательностью правительства в городовой политике. Столкновение интересов феодального государства и дворянства, с одной стороны, закрепощённых крестьян, тяглых посадских людей, холопов и других групп зависимых людей — с другой, явилось источником социального кризиса, породившего Смуту.
Страшный голод 1601—1603 годов, поразивший всю страну за исключением южных её областей, вызванный тремя неурожайными годами подряд, привёл к гибели около 240 тысяч людей; цены на зерно поднялись в десятки раз. В народном сознании и это воспринималось как «божья кара» по грехам царя. В подобных условиях не могли не оживиться слухи о «добром царевиче», убитом или, может быть, скрывшемся от посланных Борисом палачей. Почва для появления самозванца была готова.

## Версии подлинного имени и происхождения

### Итальянский или валашский монах
Версию выдвинул придворный историограф короля Карла IX Юхан Видекинд, автор изданной в 1670 году «Истории десятилетней шведско-московитской войны». По его словам, неизвестный, претендовавший на московский трон, был ставленником Речи Посполитой, изначально пытавшихся с его помощью либо захватить, либо подчинить себе Русское царство. Видекинд писал: «Это был человек хитрый и лукавый; по происхождению, как думают, валах, но иные считают, что он был итальянец [а некоторые считали его евреем — прим. Королевского историографа]; возрастом и чертами лица он походил на подлинного Димитрия, по мнению многих, видевших того и другого».
В то же время Видекинд подтверждает, что этот неизвестный был монахом, далее, бежав из монастыря, оказался на Руси, и, сменив ещё несколько обителей в Киеве и на Волыни, представился Константину Вишневецкому.
Подтверждения своей версии Видекинд не приводит; зато его книга содержит множество ошибочных сведений и пересказанных слухов, в частности, о том, что Грозный предназначал престол младшему сыну, и Фёдор захватил его с помощью Годунова, отстранив законного наследника, а Дмитрий вслед за тем был заключён в угличский монастырь, где и был убит специально посланными для этого людьми. Также, говоря о еврействе, Видекинд, по-видимому, путает Лжедмитрия I со вторым самозванцем, которого действительно часто именовали в документах того времени «крещёным евреем Богданкой».

### Незаконный сын Стефана Батория
Версию выдвинул Конрад Буссов, немецкий наёмник на русской службе, ещё один очевидец времени Смуты. По его словам, интрига начиналась в Москве, среди недовольной правлением Бориса знати. По её наущению некий Григорий Отрепьев, монах Чудова монастыря, бежал на Днепр с заданием найти и представить к польскому двору подходящего самозванца, который мог сыграть роль погибшего царевича.
Монаха подгонять не пришлось; прибыв на польский рубеж, на Борисфен в Белоруссии (которая принадлежит польской короне), он немедля расставил сети и заполучил, наконец, такого, какого ему хотелось, а именно — благородного, храброго юношу, который, как мне поведали знатные поляки, был незаконным сыном бывшего польского короля Стефана Батория. Этого юношу монах научил всему, что было нужно для выполнения замысла.
Тот же Отрепьев, по словам Буссова, передал подученному им самозванцу нательный крест с именем Димитрия и в дальнейшем вербовал для него людей в Диком поле.
Современные последователи теории о польском происхождении самозванца обращают внимание на его «слишком лёгкое» вхождение в страну, где даже один из самых ловких царских дипломатов дьяк Афанасий Власьев казался неуклюжим и необразованным «московитом», его умение ловко танцевать и ездить верхом, стрелять и владеть саблей, а также на его якобы «не московский» говор, при том что, по сохранившимся сведениям, он совершенно свободно говорил по-польски. Противники, в свою очередь, указывают на то, что Лжедмитрий I, кем бы он ни был, писал с ужасающими ошибками по-польски и по-латыни, бывшей в то время обязательным предметом для любого образованного поляка (в частности, слово «император» в его письме превращалось в «inparatur», а латинскую речь Рангони ему пришлось переводить), а также на видимую приверженность православию. Указывают также на недоверие к нему поляков и самого папы римского, прямо сравнившего «спасшегося царевича» с лже-Себастьяном португальским.

### Григорий Отрепьев
В настоящее время эта версия исторически имеет больше всего сторонников.
Несмотря на то, что посылаемые в Польшу «грамоты» Годунова несут на себе следы явной тенденциозной фальсификации (в частности, в них говорилось о том, что як был в миру, и он по своему злодейству отца своего не слухал, впал в ересь, и воровал, крал, играл в зернью, и бражничал, и бегал от отца многажда, и заворовався, постригсе у черницы… и далее, будто Отрепьев отступил от Бога, впал в ересь и в чорнокнижье, и призыване духов нечистых и отъреченья от Бога у него выняли) — причина этих подтасовок совершенно ясна. Польское правительство пытались убедить, что за самозванцем нет и не может быть никакой реальной силы, и потому не стоит поддерживать замысел, заранее обречённый на провал.

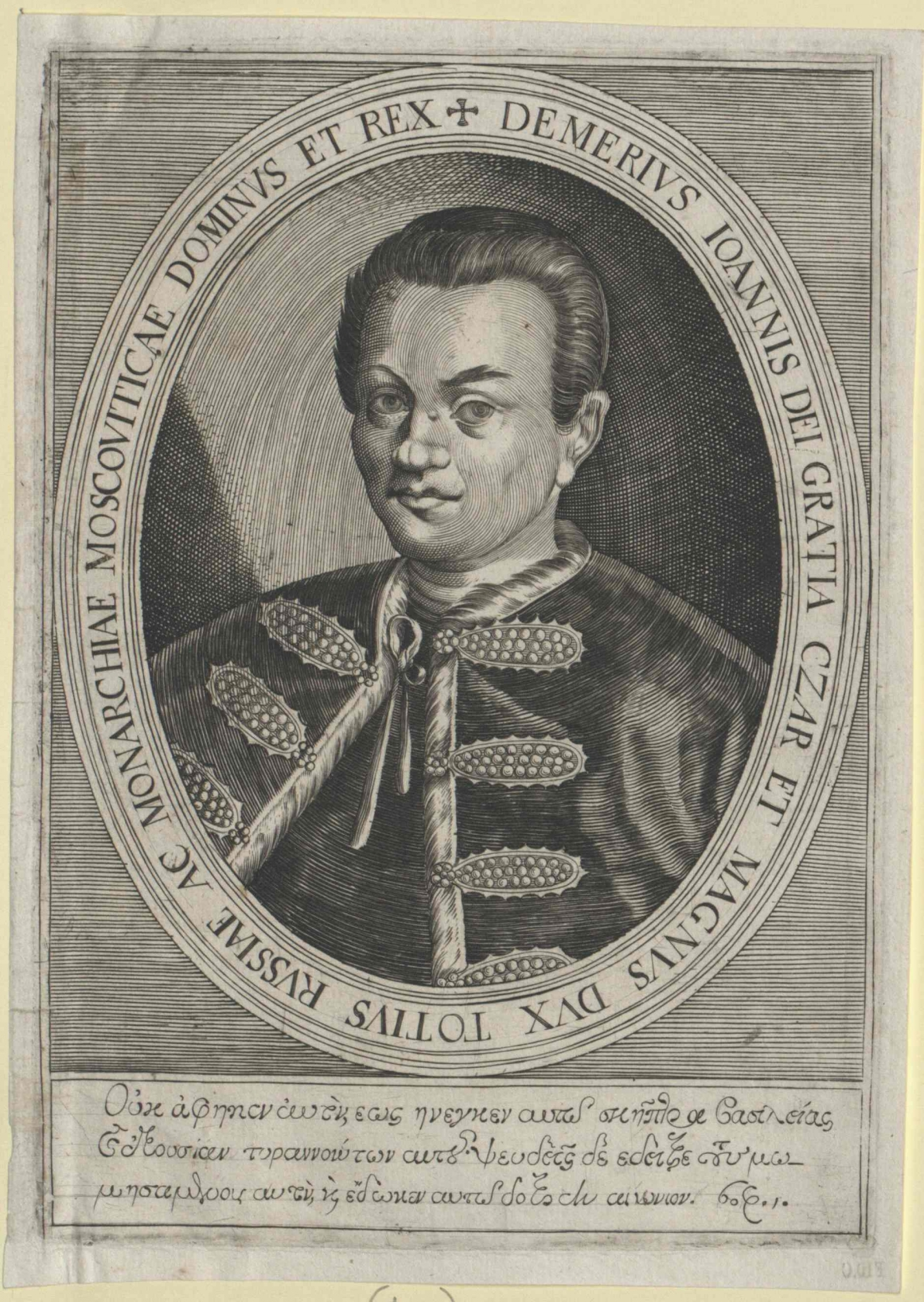
Портрет Лжедмитрия I неизвестного автора, XVII—XVIII век

Подлинный Юрий (в иночестве — Григорий) Отрепьев принадлежал к знатному, но обедневшему роду Нелидовых, выходцев из Литвы, один из представителей которого, Давид Фарисеев, получил от Ивана III нелестную кличку «Отрепьев». Считается, что Юрий был на год или два старше царевича. Родился в Галиче-Мерьском. Отец Юрия, Богдан, вынужден был арендовать землю у Никиты Романовича Захарьина (брата жены Ивана Грозного и деда будущего царя Михаила), чьё имение находилось тут же по соседству. Богдан Отрепьев погиб в пьяной драке, когда оба его сына — Юрий и его брат Василий, были ещё малы, так что воспитанием сыновей занималась его вдова. Ребёнок оказался весьма способным, легко выучился чтению и письму, причём успехи его были таковы, что решено было отправить его в Москву, где он в дальнейшем поступил на службу к Михаилу Никитичу Романову, сыну вышеупомянутого соседа Никиты Захарьина, брату будущего патриарха Филарета, ставшему позднее дядей первого царя из рода Романовых Михаила Фёдоровича. Спасаясь от «смертныя казни» во время расправы с романовским кружком, осуществлённой царём Борисом Годуновым, Юрий постригся в Железноборовском монастыре, расположенном неподалёку от родительского поместья. Однако простая и непритязательная жизнь провинциального монаха его не привлекала: после скитания по монастырям он в конечном итоге вернулся в столицу, где по протекции своего деда Елизария Замятни поступил в аристократический Чудов монастырь. Там грамотного монаха довольно быстро замечают, и он становится «крестовым дьяком»: занимается перепиской книг и присутствует в качестве писца в «государевой Думе».
Именно там, если верить официальной версии, выдвинутой правительством Годунова, будущий претендент начинает подготовку к своей роли; сохранились свидетельства чудовских монахов, что он расспрашивал их о подробностях убийства царевича, а также о правилах и этикете придворной жизни. Позже, если верить официальной версии, «чернец Гришка» начинает весьма неосмотрительно хвалиться тем, что когда-нибудь займёт царский престол. Похвальбу эту ростовский митрополит Иона доносит до царских ушей, и Борис приказывает сослать монаха в отдалённый Кириллов монастырь, но дьяк Смирной Васильев, которому было это поручено, по просьбе другого дьяка Семёна Ефимьева отложил исполнение приказа, потом же совсем забыл о нём. Тем временем, неизвестно кем предупреждённый Григорий бежал сперва в родной Галич, а затем в Муромский Борисоглебский монастырь в селе Борисоглеб.
В 1602 году, гуляя по Китай-городу, Отрепьев повстречал другого монаха, Варлаама Яцкого, и договорился с ним в компании 3-го чернеца — Мисаила Повадина — идти вместе на богомолье через Киев в Иерусалим. Действительно ли Отрепьев собирался ехать на богомолье, соврал ли Варлааму, или же приукрасил позднее события в своем сохранившемся письменном «Извете» сам Варлаам — доподлинно неизвестно. По словам Варлаама, «И шед мы за Москву-реку и наняли подводы до Болхова, а из Болхова до Карачева, и с Карачева до Новогородка Сиверского». Из Новгорода-Северского Отрепьев с Варлаамом и Мисаилом добрался до Киева, принадлежавшего Речи Посполитой, где и начались первые похождения Отрепьева в качестве самозванца.
Отмечается, что поездка Отрепьева из Москвы в Киев подозрительно совпадает со временем разгрома «романовского кружка», также замечено, что Отрепьеву покровительствовал кто-то достаточно сильный, чтобы спасти его от ареста и дать время бежать. Сам Лжедмитрий, будучи в Польше, однажды оговорился, что ему помог дьяк Василий Щелкалов, также подвергшийся затем гонению от царя Бориса.
Серьёзным доводом в пользу тождественности Лжедмитрия I с Отрепьевым считается акварельный портрет самозванца, обнаруженный в 1966 году в Дармштадте американским исследователем Ф. Бабуром. На портрете стоит латинская надпись «Demetrius Iwanowice Magnus Dux Moschoviae 1604. Aetatis swem 23», то есть «Дмитрий Иванович Великий Князь Московии 1604. В возрасте своём 23». Надпись сделана с характерными ошибками — теми же, на которые обратил внимание ещё С. Л. Пташицкий — путаницей между буквами «z» и «e» при написании польских слов. Реальному царевичу, останься он жив, в 1604 году исполнилось бы 22 года, в то время как Отрепьев был на год или два его старше.
Обращают внимание также на письмо Лжедмитрия к патриарху Иову, обильно уснащённое церковнославянизмами (что указывает на церковное образование его автора) и наблюдениями, которые, как считается, могли быть сделаны только человеком, лично знакомым с патриархом.
Со своей стороны, противники такого отождествления обращают внимание на «европейскую образованность» первого самозванца, чего трудно было бы ожидать от простого монаха, его умение ездить верхом, легко владеть конём и саблей.
Также известно, что будущий царь Московский возил с собой некоего монаха, которого выдавал за Григория Отрепьева, доказывая таким образом, что грамоты царя Бориса лгут на том основании, что «названный Отрепьев» показал себя в конце концов пьяницей и вором, за что был сослан самозванцем в Ярославль — то есть, по соседству с городом, где подлинный Отрепьев начинал свою монашескую карьеру — место, более чем неподходящее для его «двойника».
Отмечают также, что Отрепьев был достаточно известен в Москве, лично знаком с патриархом и многими из думных бояр. Кроме того, в Кремлёвский дворец во времена царствования самозванца был вхож архимандрит Чудова монастыря Пафнутий, которому ничего не стоило бы изобличить Отрепьева. К тому же специфическая внешность первого самозванца (большие бородавки на лице, разная длина рук) также усложняла обман.

### Подлинный Дмитрий

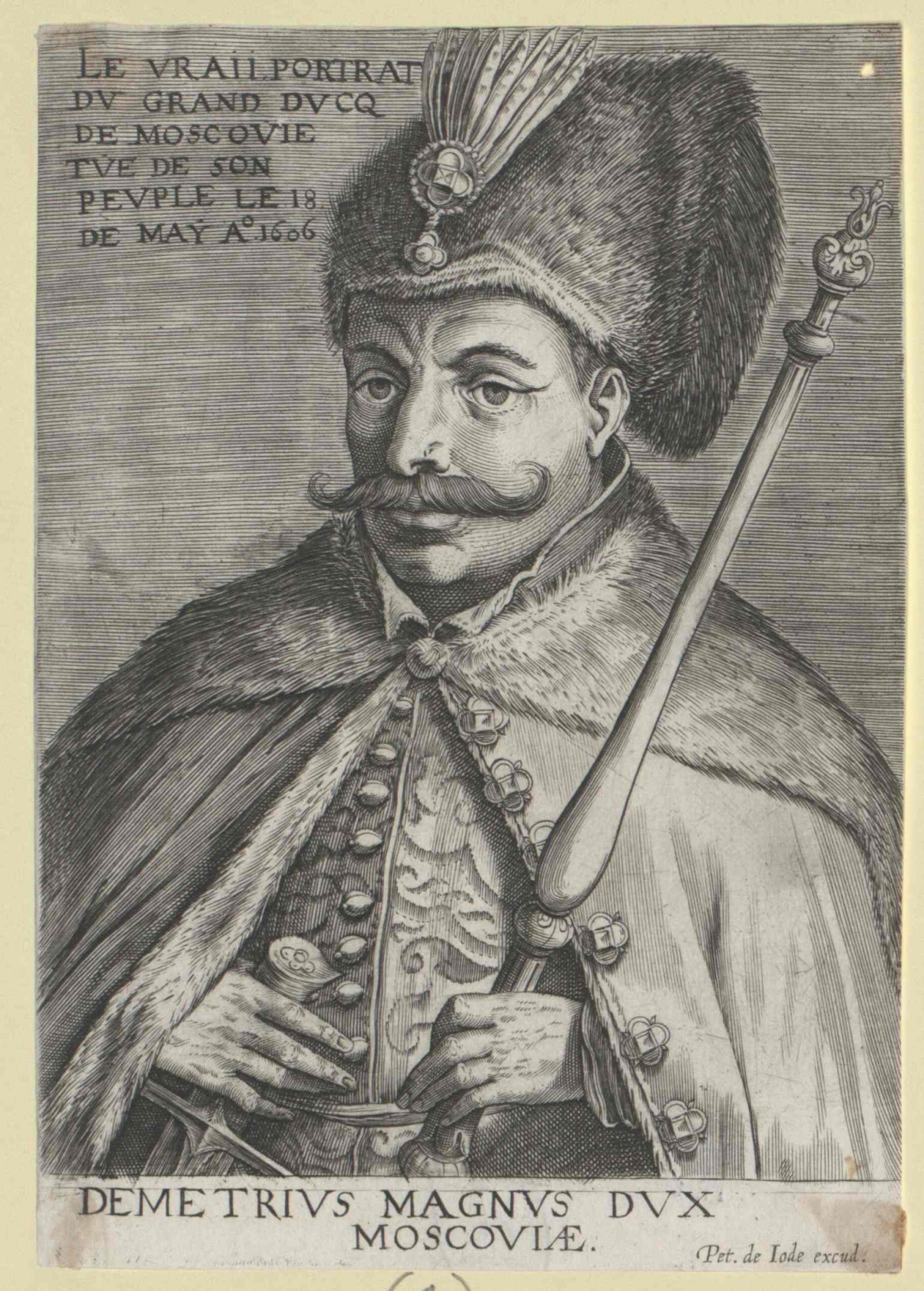
Амстердам, 1606 год. рис. П. Иоде. Надпись на портрете «Действительный портрет Великого Князя Московии, убитого своими же подданными 18 мая 1606 года» Под портретом «Дмитрий Великий Князь Московский». Лжедмитрий изображён с усами, в меховой шапке с пером и не похож на все другие свои портреты

Версия о том, что человек, именующийся в исторических работах «Лжедмитрием», на самом деле был царевичем, спрятанным и тайно переправленным в Польшу, также существует, хотя и не пользуется популярностью. Из современников версию о подлинности царевича Дмитрия озвучивает Исаак Масса, голландский торговец, в своей книге «Краткое известие о начале и происхождении современных войн и смут в Московии, случившихся до 1610 года». Сторонниками спасения выступали, среди прочих, историки XIX — начала XX века А. С. Суворин, К. Н. Бестужев-Рюмин и др. Идею о том, что «легче было спасти, чем подделать Димитрия» высказывал такой крупный историк, как Н. Костомаров. В настоящее время также существуют исследователи, разделяющие подобную точку зрения. Основой этой гипотезы следует считать, видимо, слухи, начавшие ходить вскоре после смерти царевича, о том, что убит был некий мальчик Истомин, а подлинный Димитрий спасён и скрывается. Сторонники её считают также исключительно важным сообщение английского купца Джерома Горсея, в то время высланного в Ярославль за ссору с влиятельным дьяком Андреем Щелкаловым, о приезде к нему брата царицы, Афанасия Нагого, который сказал ему следующее:

«Царевич Дмитрий мёртв, сын дьяка, один из его слуг, перерезал ему горло около шести часов; [он] признался на пытке, что его послал Борис; царица отравлена и при смерти, у неё вылезают волосы, ногти, слезает кожа. Именем Христа заклинаю тебя: помоги мне, дай какое-нибудь средство!»
Оригинальный текст (англ.)«The Charowich Demetries is dead; his throate was cutt aboute the sixth hower by the deackes [diacks]; some one of his pagis confessed upon the racke by Boris his settinge one; and the Emporis poysoned and upon pointe of death: her hear and naills and skin falls of; hælp and geave some good thinge for the passion of Christ 'his' sake.»

Некоторые Российские историки XIX века в качестве доказательств «подлинности» Дмитрия приводили утверждения современников о том, что Дмитрий, по всей видимости искренне считал себя царевичем. По их мнению, он не боялся разоблачений из Польши и после своего воцарения смело пошёл на обострение отношений с Сигизмундом, также он весьма смело и неосмотрительно помиловал Василия Шуйского, уличённого в заговоре против него, хотя имел прекрасную возможность избавиться от нежелательного свидетеля, имевшего сведения о том, что произошло в Угличе, из первых рук. Серьёзным аргументом они считали также то, что бывшая царица принародно узнала в самозванце своего сына, и наконец, то, что мать не делала, по их мнению, заупокойных вкладов о душе убитого сына (то есть знала, что он жив — служить заупокойную службу о живом человеке считалось тяжким грехом).
Современные противники высказанной гипотезы отмечают, что она построена на чистых догадках. Смелость первого самозванца можно объяснить тем, что он сам искренне верил в своё «царственное происхождение» будучи между тем простым орудием в руках бояр, которые, свергнув Годуновых, в конечном счёте избавились и от него. В начале XX века были найдены и введены в научный оборот вклады о душе «убиенного царевича Димитрия», сделанные его матерью, причем один из них был сделан матерью как раз в годовщину смерти царевича — 15 мая 1592 года. Инокиня Марфа, бывшая царица Мария, признав Лжедмитрия сыном, позднее столь же легко отреклась от него — объясняя свои действия тем, что самозванец угрожал ей смертью. Предполагается, что ею также руководила ненависть к Годуновым и желание из нищего монастыря вернуться в царский дворец. Что касается «эпилептического характера», характеризующегося «вязкостью мыслей, застреванием, медлительностью, прилипчивостью, слащавостью в отношениях с другими лицами, злобностью, особой мелочной аккуратностью — педантичностью, чёрствостью, пониженной приспособляемостью к изменяющимся условиям, жестокостью, склонностью к резким аффектам, взрывчатостью и т. д.», — то ничего подобного современные исследователи в описаниях, относящихся к первому самозванцу, не находят. Что касается следственного дела — то велось оно открыто, причём свидетели допрашивались при большом стечении народа. Вряд ли можно полагать, что при таких условиях выдумка осталась бы незамеченной. Отмечается также, что в случае спасения прямой резон был сразу отправить ребёнка в Польшу, а не оставлять в монастырях, где его в любой момент могли найти убийцы. По мнению тех же исследователей, обвинять иезуитов в том, что они якобы «спасли Димитрия» с далеко идущей целью, обратить Россию в католичество, также сложно, так как известно из письма папы Павла V, что в католичество Дмитрия обратили францисканские монахи, а к иезуитам он попал уже намного позже. Они также приводят в качестве доказательств свидетельство К. Буссова, который, разговаривая с бывшим сторожем углицкого дворца, услышал от него следующие слова: «Он был разумным государем, но сыном Грозного не был, ибо тот действительно убит 17 лет тому назад и давно истлел. Я видел его, лежащего мёртвым на месте для игр».То же, якобы, подтвердил и Пётр Басманов, один из самых преданных самозванцу людей, вместе с ним убитый во время восстания: «Хотя он и не сын царя Ивана Васильевича, всё же теперь он наш государь. Мы его приняли и ему присягнули, и лучшего государя на Руси мы никогда не найдём».
Как утверждает в своей книге российский журналист Николай Непомнящий, события со «спасением» царевича могли выглядеть так — Дмитрий был подменён и увезён Афанасием Нагим в Ярославль (возможно, в этом принял участие уже упомянутый Джером Горсей) или же был увезён в Польшу, где воспитывался иезуитами. На его место был приведён некий мальчик, которого наспех выучили изобразить эпилептический припадок, а «мамка» Волохова, подняв его на руки, довершила остальное. Непомнящий отмечает что для того, чтобы оспорить факт, что подлинный Дмитрий страдал «падучей болезнью», чего отнюдь не наблюдалось у его заместителя, выдвигались различные версии. Одна из них состоит в том, что вся история об эпилепсии заранее была сочинена царицей и её братьями, чтобы таким образом замести следы — как основание указывается, что сведения об этой болезни содержатся лишь в материалах следственного дела.

#### Упоминание у Дионисия Петавия
Некоторые западные источники того времени содержат упоминание о Лжедмитрии как о действительно законном царе. В частности, современник Лжедмитрия Дионисий Петавий в своей «Всемирной истории» пишет о нём следующим образом:

А в Московии, в том же 1606 году, Князь Дмитрий по причине большей благосклонности к Немцам и Полякам и непротивления Епископу Римскому, своими же слугами жесточайшим образом убит.
Оригинальный текст (англ.)But in Moscovy the same year 1606, Demetrius the Prince, because he was of a more inclinable mind toward the Germans and Polonians, neither disagreed from the Bishop of Rome, by his own Subjects is most cruelly slain.

### Другие версии
Н. И. Костомаров предполагал, что самозванец мог происходить из Западной Руси, будучи сыном какого-нибудь мелкого московского дворянина или сына боярского, беглеца из Москвы. Он же полагал, что этому человеку история спасения Дмитрия была передана в сильно искажённом виде, в самом деле, трудно было полагать, что самозванец, кем бы он ни был, не помнил бы себя в восьмилетнем возрасте. К тому же, удачное исполнение «роли» вовсе не значит веры в неё — так Лжедмитрий легко притворился, что сожалеет о Годуновых, в то время как держал при себе их убийцу Михаила Молчанова и снаряжал его за женщинами для удовольствий.
Ещё более оригинальную идею выдвинул Н. М. Павлов, писавший под псевдонимом «Бицын». По его предположению, существовало два самозванца, один — Григорий Отрепьев, посланный из Москвы, другой — неизвестный поляк, подготовленный к своей роли иезуитами. Именно второй и сыграл роль Лжедмитрия. Эта версия была признана слишком искусственной и дальнейшего хождения не получила.
Иногда выдвигается версия, что «Гришка» был в действительности одним из незаконнорождённых сыновей Грозного, отданным на воспитание в семью Отрепьевых. Опять же, никаких документальных подтверждений для данной версии не существует, но большинство историков сходятся на версии про Отрепьева.

## Внешность и характер
Судя по сохранившимся портретам и описаниям современников, претендент был низок ростом, достаточно неуклюж, лицо имел округлое и некрасивое (особенно уродовали его две крупные бородавки на лбу и на щеке), рыжеватые волосы; зато у него был прекрасный лоб и умные выразительные тёмно-голубые глаза.
При небольшом росте он был непропорционально широк в плечах, имел короткую «бычью» шею и руки разной длины. Вопреки русскому обычаю носить бороду и усы, не имел ни того ни другого.
По характеру бывал мрачен и задумчив, достаточно неловок, хотя отличался недюжинной физической силой, к примеру, легко мог согнуть подкову.

## Первые упоминания
Если верить так называемому «Извету Варлаама», будущий претендент уговорил уехать вместе с собой ещё двух монахов — самого Варлаама и Мисаила Повадина, предлагая им отправиться на богомолье в Киев, в Печерский монастырь и далее — в Иерусалим, на поклонение святым местам. По воспоминаниям Варлаама, будущие попутчики встретились в московском Иконном ряду «во вторник на второй неделе великого поста» (1602 года).
Перейдя Москву-реку, монахи наняли подводы до Болхова, оттуда добрались до Карачева, затем попали в Новгород-Северский. В новгород-северском Спасо-Преображенском монастыре они прожили некоторое время, затем взяв провожатым некоего «Ивашку Семенова, отставного старца» отправились в Стародуб. Далее трое монахов и их провожатый перешли польскую границу, и через Лоев и Любеч наконец-то попали в Киев.
Так это или нет, неизвестно, поскольку люди Шуйского подделали заключительную версию истории Варлаама, и историки давно расценили её как обман.
В какой-то мере версия Варлаама получила неожиданное подтверждение, когда в 1851 году священник Амвросий Добротворский обнаружил в Загоровском монастыре на Волыни так называемую Постническую книгу Василия Великого, напечатанную в Остроге в 1594 году. На книге стояла дарственная надпись князя К. К. Острожского о том, что 14 августа 1602 года он подарил её «нам, Григорию, царевичу московскому, з братею с Варламом да Мисаилом», причём слова «царевичу московскому», как считается, были приписаны позднее.
Документально прослежено, что впервые следы будущего самозванца обнаруживаются в 1601 году в Киеве, где он появился в виде молодого монаха, пришедшего на поклонение святыням. Существует мнение, что именно здесь будущий претендент сделал первую попытку объявить себя «царевичем московским» — по версии Карамзина, оставив записку для игумена, которую он поспешил уничтожить как слишком опасную, по версии Скрынникова — разыграв тот же спектакль, что будет повторён при дворе Адама Вишневецкого. Претендент прикинулся смертельно больным и на исповеди «открыл» своё царственное происхождение. Так это или нет, достоверных сведений не существует, но по свидетельству Варлаама, киевский игумен достаточно недвусмысленно показал гостям на дверь — «четверо вас пришло, четверо и подите».
Затем он якобы достаточно долго прожил в Дерманском монастыре, в Остроге, бывшем тогда владением князя Острожского, где собиралось пёстрое общество ненавистников «латинской ереси» — православных, кальвинистов, тринитариев и ариан. Позднее, в письме польскому королю от 3 марта 1604 года Константин Острожский отрицал знакомство с будущим претендентом, из чего можно сделать взаимоисключающие выводы, что тот либо попытался «открыться» князю и был попросту вышвырнут вон, либо наоборот — старался вести себя как можно незаметней и не попадаться на глаза. Второе представляется более вероятным, так как следующим пунктом остановки для претендента послужил город Гоща, принадлежавшей гаевскому кастеляну Гавриилу Гойскому, который был в то же время маршалком при дворе Острожского князя. Существует предположение, что будущий Димитрий подвизался в роли кухонного прислужника, однако, вернее, что, сбросив монашеское одеяние, он учился здесь в течение двух лет латинскому и польскому языкам в местной арианской школе. Согласно «Извету», его спутник Варлаам жаловался, что Григорий ведёт себя недостойно монаха и просил призвать его к порядку, но получил ответ, что «здесь земля вольная, кто во что хощет, тот и верует».
В последующее время следы претендента на престол теряются до 1603 года. Считается, что в этот период он мог посетить Запорожскую Сечь, завязать отношения с атаманом Герасимом Евангеликом и под его началом пройти курс обучения военному делу. Активной военной поддержки в Сечи самозванец добиться не смог, однако существуют предположения, что установив связь с донскими казаками, он получил первые твёрдые обещания в поддержке и помощи.

## Жизнь в Речи Посполитой

### «Узнавание»

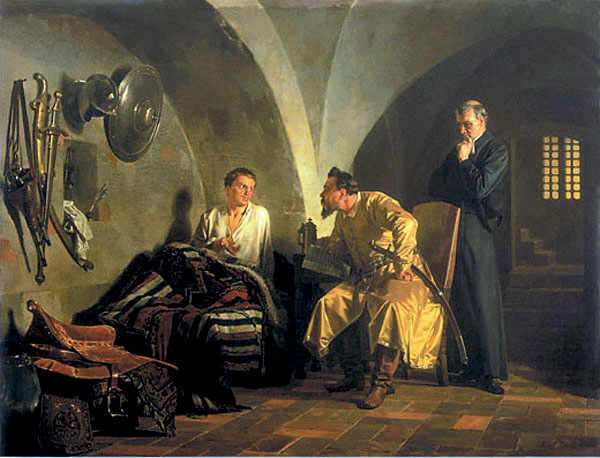
«Дмитрий Самозванец у Вишневецкого». Картина Николая Неврева (1876)

В 1603 году юноша объявился в городе Брагине и поступил на службу к западнорусскому православному князю Адаму Вишневецкому, где проявил себя обходительным, скрытным и замкнутым человеком. Существует несколько противоречащих друг другу версий о том, каким образом он сумел донести до князя версию о том, что он спасённый верными боярами царевич Дмитрий.
По одной из них, слуга Вишневецкого опасно заболел («разболелся до умертвия») или просто притворился больным — и потребовал себе духовника. Пришедшему священнику он якобы открыл во время исповеди своё «царское имя» и завещал после его смерти отдать князю Вишневецкому находившиеся под подушкой бумаги, которые должны были подтвердить его слова. Но священник не дожидаясь этого, поспешил к Вишневецкому и передал ему услышанное, а тот немедля потребовал бумаги. Изучив их и якобы удостоверившись в их подлинности, Адам Вишневецкий поспешил к умирающему слуге и прямо спросил о его подлинном имени и происхождении. На сей раз молодой человек не стал отпираться и показал Вишневецкому золотой наперсный крест, якобы переданный ему матерью. Кроме того, по его утверждению, порукой служили «особые приметы» — большая бородавка на щеке, родимое пятно выше кисти и разная длина рук.
Интересно, что касательно этого креста существует запись в так называемом Пискарёвском летописце, указывающая, что Отрепьев сумел перед бегством в Речь Посполитую проникнуть в монастырь, где жила опальная царица и далее
…неведомо каким вражьим наветом, прельстил царицу и сказал ей воровство своё. И она ему дала крест злат с мощьми и камением драгим сына своего, благовернаго царевича Дмитрея Ивановича Углецкого.
Вишневецкий, всё ещё не зная, что думать об этой истории, заплатил лучшим врачам, и Дмитрия в конечном итоге удалось поднять на ноги. Чтобы проверить претендента, его доставили в Брагин, где под началом Льва Сапеги служил московский перебежчик, некий Петрушка, в Польше носивший фамилию Пиотровский. Петрушка уверял, что когда-то служил в Угличе при особе царевича. Легенда утверждает, что претендент немедленно узнал Петрушку в толпе челядинцев и обратился к нему — после чего, отбросив всякие сомнения, Адам Вишневецкий окружил царевича соответствующей его положению роскошью.
Вторая версия рассказывает, что Вишневецкий отнюдь не выделял московита из толпы челяди, и тому не раз пришлось почувствовать на себе тяжёлый и вспыльчивый княжеский характер. Так, однажды, будучи в бане, Вишневецкий разгневался на чересчур нерасторопного по его мнению слугу, ударил его по лицу и обругал площадными словами. Подобного обращения тот не выдержал и горько упрекнул князя, что тот не знает, на кого поднял руку.
Последнюю, третью, версию выдвинул итальянец Бизачьони: по его рассказу, Лжедмитрий открылся не Адаму, но Константину Вишневецкому, когда во время визита в Самбор, будучи в его свите, увидел прекрасную и гордую панну Марину Мнишек. Воспылав к ней любовью и не видя другого пути добиться цели, он якобы положил на подоконник признание в своём «царственном происхождении». Марина немедля донесла об этом отцу, тот сообщил Константину Вишневецкому, и в конечном итоге весть о том, что спасённый царевич появился в Польше, стала всеобщим достоянием.
По сообщению К. Буссова в его «Московской хронике»: «Полководец под Троице-Сергиевским монастырём Иван-Пётр-Павел-Сапега, сидя однажды со своими офицерами за столом, превозносил храбрость поляков, quod Romanis non essent minores, imo majores (что они не ниже, а даже выше римлян) и среди многого другого сказал он также и следующее: „Мы, поляки, три года тому назад посадили на московский трон государя, который должен был называться Димитрием, сыном тирана, несмотря на то, что он им не был. Теперь мы второй раз привели сюда государя и завоевали почти половину страны, и он должен и будет называться Димитрием, даже если русские от этого сойдут с ума: Nostris viribus, nostraque armata manu id facimus (Нашими силами и нашей вооружённой рукой мы сделаем это)“. Это я слышал собственными ушами…»
Реальной подоплёкой интриги, видимо, следует считать то, что в 1600 году между Польшей и Московией заключено было перемирие на 20 лет, что прямо противоречило желанию короля и военным планам Адама Вишневецкого, который усмотрел в появлении Лжедмитрия возможность сломить сопротивление сената (в первую очередь, коронного гетмана Замойского) и начать экспансию на Восток. Также не следует забывать, что Адам и его брат были активными защитниками православия и представляли самую старшую ветвь дома Рюрика.

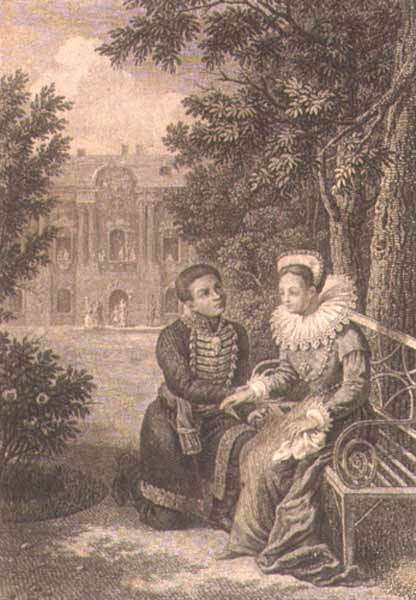
Лжедмитрий I и Марина Мнишек. Гравюра Г. Ф. Галактионова (начало XIX века)

Какая из этих версий правильна, досконально не известно. Документально подтверждено только, что в конце 1603 года Константин Вишневецкий — и вместе с ним претендент — действительно побывали в Самборе у тестя Вишневецкого — воеводы сандомирского, львовского старосты и сенатора Речи Посполитой Юрия Мнишека. В это же время Дмитрий позволил францисканским монахам обратить себя в католицизм — возможно, под влиянием любви к дочери Юрия — Марине, ревностной католичке, или, как считается иногда, в попытках добиться союза с латинским духовенством и в особенности с могущественным иезуитским орденом.
Со стороны Юрия Мнишека и его дочери, участие в интриге определялось скорее меркантильными и честолюбивыми расчётами — Юрий Мнишек погряз в долгах, которые рассчитывал погасить за счёт московской и королевской польской казны (во многом его расчёт оправдался, так как король, тайно вставший на сторону самозванца, простил его будущему тестю недоимки). Что касается Марины, все документы того времени, включая её собственные дневники, свидетельствуют о крайнем высокомерии и властолюбии, так что надежда на московский престол казалась ей весьма заманчивой. Дмитрий, вероятно, любил Марину — так как женитьба на ней не обещала ни меркантильных, ни политических дивидендов, род Мнишеков был недостаточно знатен, погряз в долгах, да и реакция Москвы на попытку женитьбы царя на «католической девке» была вполне предсказуема.
Так или иначе, весть о «чудесном спасении» достигла наконец Москвы и, по-видимому, сильно встревожила царя Бориса. Известно, что он пытался уговорить Вишневецкого выдать претендента, обещая в обмен пойти на территориальные уступки. Но сделка не состоялась. В 1604 году в Краков был отправлен дядя Григория, Смирной-Отрепьев, с тайной миссией добиться очной ставки и уличить племянника. Встреча, конечно же, не состоялась, но, став царём московским, Дмитрий поспешил отправить Смирного в сибирскую ссылку.

### Собственная версия претендента о «чудесном спасении»
Естественно, возникал вопрос, как смог выжить царевич Дмитрий, и кто именно принимал участие в его спасении и бегстве в Речь Посполитую. Сохранившиеся источники говорят об этом крайне скупо, что заставило И. С. Беляева предположить, что документы, содержавшие сведения на этот счёт, были уничтожены при Василии Шуйском.
Собственные грамоты и письма Лжедмитрия сохранились, в частности, в архивах Ватикана. В письме, адресованном папе Клименту VIII от 24 апреля 1604 года, он пишет достаточно туманно, что «…убегая от тирана и уходя от смерти, от которой ещё в детстве избавил меня Господь Бог дивным своим промыслом, я сначала проживал в самом Московском государстве до известного времени между чернецами». То же повторяет он, не приводя никаких подробностей, в грамотах, адресованных русским людям и писанных уже в Москве.
Более развёрнутую версию приводит в своём дневнике Марина Мнишек и эта версия ближе всего к тому, как описывал самозванец при польском королевском дворе и у Юрия Мнишека в Самборе своё «чудесное спасение». Марина пишет:
Был при царевиче там же некий доктор, родом влах. Он, узнав об этой измене, предотвратил её немедленно таким образом. Нашёл ребёнка, похожего на царевича, взял его в покои и велел ему всегда с царевичем разговаривать и даже спать в одной постели. Когда тот ребёнок засыпал, доктор, не говоря никому, перекладывал царевича на другую кровать. И так он всё это с ними долгое время проделывал. В результате, когда изменники вознамерились исполнить свой замысел и ворвались в покои, найдя там царевичеву спальню, они удушили другого ребёнка, находившегося в постели, и тело унесли. После чего распространилось известие об убийстве царевича, и начался большой мятеж. Как только об этом стало известно, сразу послали за изменниками в погоню, несколько десятков их убили и тело отняли.

Тем временем тот влах, видя, как нерадив был в своих делах Фёдор, старший брат, и то, что всею землёю владел он, конюший Борис, решил, что хоть не теперь, однако когда-нибудь это дитя ожидает смерть от руки предателя. Взял он его тайно и уехал с ним к самому Ледовитому морю и там его скрывал, выдавая за обыкновенного ребёнка, не объявляя ему ничего до своей смерти. Потом перед смертью советовал ребёнку, чтобы тот не открывался никому, пока не достигнет совершеннолетия, и чтобы стал чернецом. Что по совету его царевич исполнил и жил в монастырях.
Ту же историю пересказал после своего ареста Юрий Мнишек, добавив лишь, что «доктор» отдал спасённого царевича на воспитание некому неназванному сыну боярскому, и тот уже, открыв юноше его подлинное происхождение, посоветовал скрыться в монастыре.
Жмудский дворянин Товяновский называет уже имя врача — Симон, и добавляет к рассказу, что именно ему Борис приказал разделаться с царевичем, но тот подменил мальчика в постели слугой.
В рассказе немецкого купца Георга Паерле лекарь превращается в учителя, с тем же именем Симон, и так же спасает царевича от рук убийц и прячет его в монастыре.
В анонимном документе «Краткая повесть о злополучии и счастии Димитрия, нынешнего князя московского», написанном на латинском языке неизвестным, но, видимо, близким Лжедмитрию человеком, иноземный лекарь уже получает имя Августина (Augustinus) и называется имя «слуги», уложенного в постель вместо царевича — «мальчик Истомин». В этом варианте повествования, убийцы, оставив на месте преступления нож, уверяют угличан, что «царевич зарезался сам в приступе падучей болезни». Лекарь вместе со спасённым мальчиком прячется в монастыре «у Ледовитого океана», где принимает постриг, а возмужавший Димитрий скрывается там до самого побега в Польшу.
Версии тайной подмены, произведённой с согласия царицы и её братьев, придерживался француз Маржерет, капитан роты телохранителей при особе царя Димитрия.
Ни врача, ни учителя-иноземца по имени Августин или Симон никогда не существовало, более того, описание гибели ребёнка, «подменившего» царевича, резко расходится с тем, что произошло в Угличе. Это считается дополнительным доказательством, что кем бы ни был первый самозванец, он не имел ничего общего с сыном Грозного. В момент гибели царевичу исполнилось восемь лет, и вряд ли он мог забыть то, что произошло на самом деле.
Также на Украине никогда не жил никто из Мстиславских, и также беглецы из российских земель уходили обычно не в католическую Польшу, но в православную Литву.
В некоторых чертах история спасения, рассказанная Лжедмитрием, близка к истории жизни реального принца, его современника, некоторое время жившего при польском дворе — принца Густава Шведского. Авантюрная судьба Густава, истинность происхождения которого несомненна, могла послужить одним из компонентов как сложения истории Лжедмитрия. (Затем Густав будет приглашён в Москву, чтобы жениться на Ксении Годуновой, но свадьба не состоится и в итоге Ксения станет наложницей того же самого Лжедмитрия).

### Лжедмитрий при польском дворе

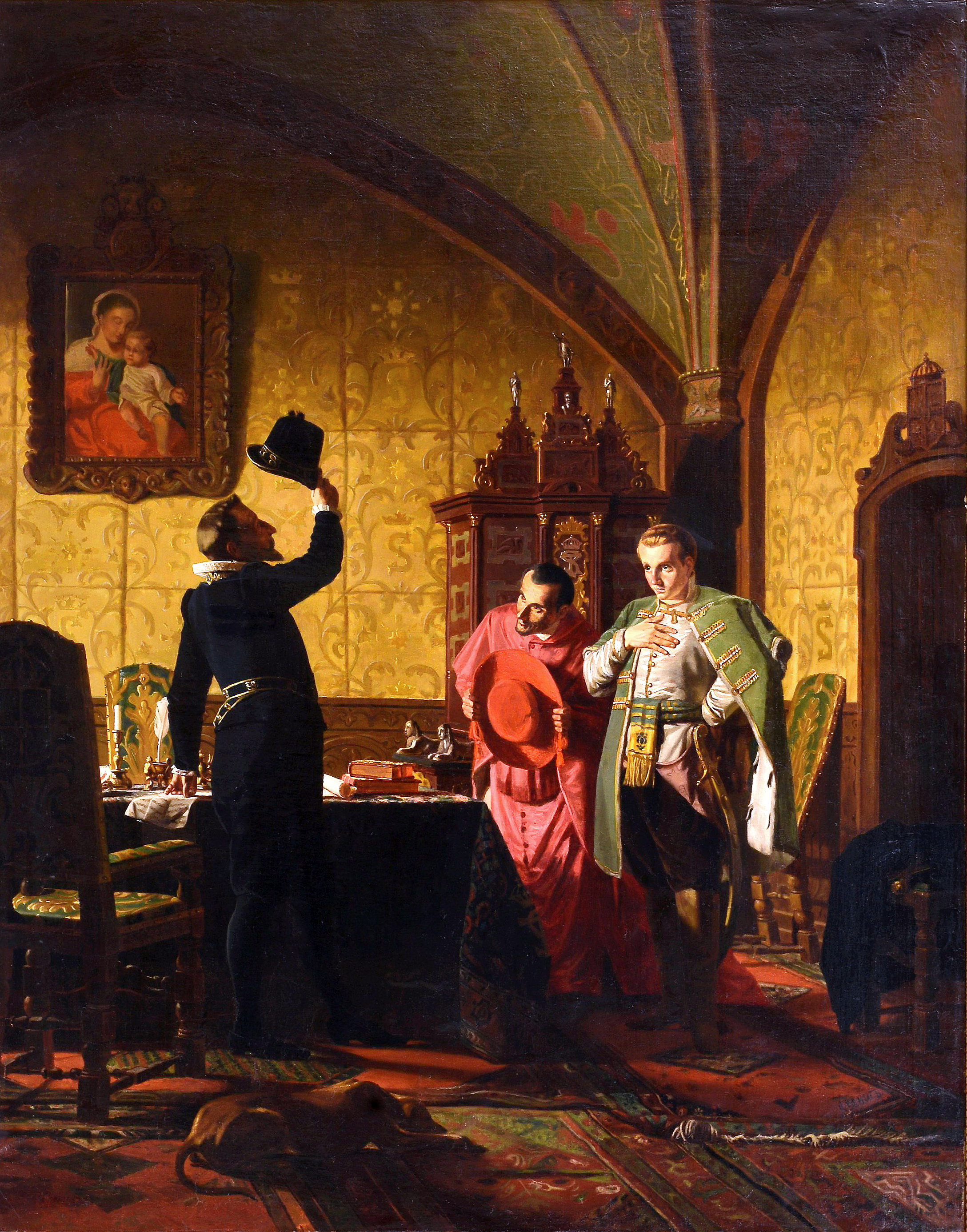
1874 г., Н. Неврев. Присяга Лжедмитрия I польскому королю Сигизмунду III на введение в России католицизма

В начале марта 1604 года братья Вишневецкие, продолжавшие опекать претендента, доставили его ко двору Сигизмунда в Кракове. 15 марта король дал ему частную аудиенцию в присутствии папского нунция Клавдия Рангони, во время которой «приватно» признал его наследником Ивана IV, назначил ежегодное содержание в 40 тысяч злотых и позволил вербовать добровольцев на польской территории. В ответ от Лжедмитрия были получены обещания после вступления на престол возвратить польской короне половину смоленской земли вместе с городом Смоленском и Чернигово-Северскую землю.

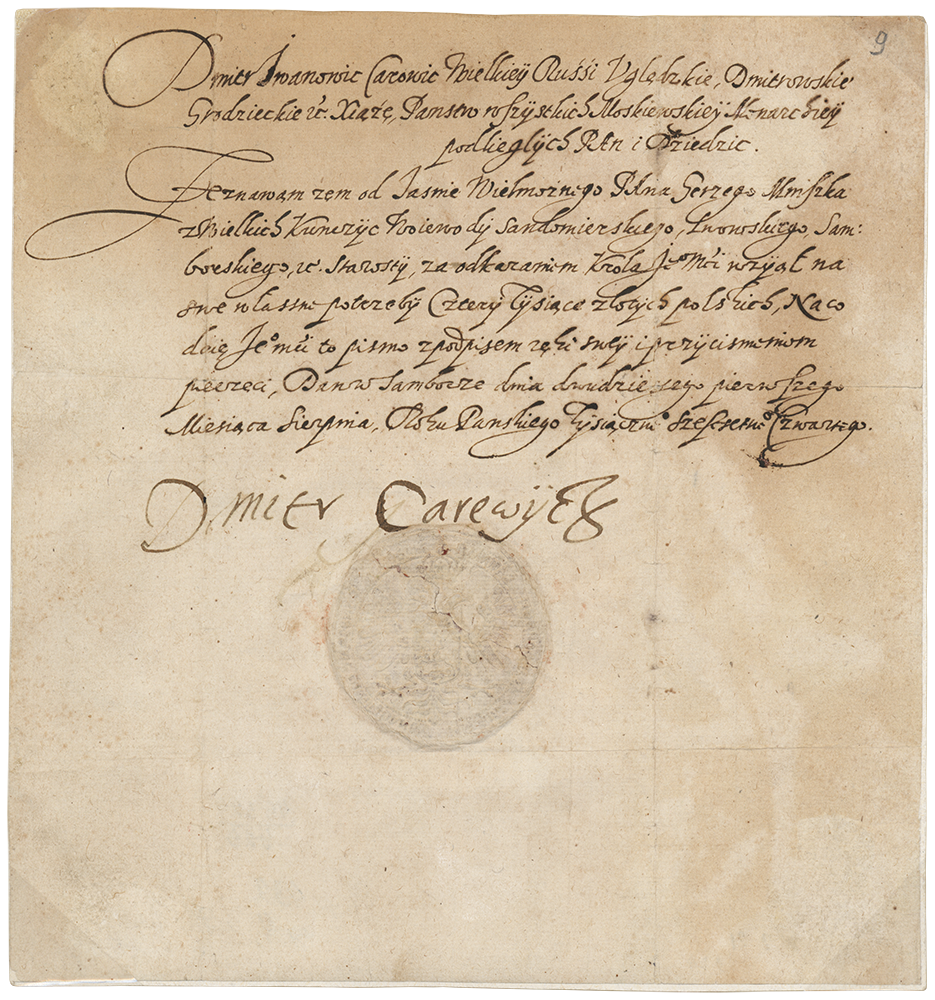
Расписка Лжедмитрия о получении 4 тысяч злотых и обязательство выплатить долг после воцарения в Москве передачей Польше Чернигово-Северской земли. Замок Самбор, 21 августа 1604 г.

17 апреля претендент принимает католичество. 24 апреля обращается к римскому папе с грамотой, обещающей расположение и помощь, но стиль её был столь двусмыслен, что толковать обещание можно было как в сторону прямого решения обратить Московскую Русь в католичество, так и в сторону готовности просто предоставить ему (католичеству) свободу наравне с другими христианскими толками.
В дальнейшем Константин Вишневецкий и Юрий Мнишек в сопровождении претендента с торжеством вернулись в Самбор, где последний сделал официальное предложение Марине. Оно было принято, но свадьбу решено было отложить до воцарения Дмитрия на московском престоле.
25 мая Дмитрий заключил договор с Юрием Мнишеком, по которому обязывался уплатить последнему 1 млн злотых, не стеснять Марину в вопросах веры и отдать ей «вено» — Псков и Новгород, причём города эти должны были остаться за ней даже в случае её «неплодия», с правом раздавать эти земли своим служилым людям и строить там костёлы. Мнишеку была обещана также Чернигово-Северская земля без 6 городов, которые передавались Сигизмунду III, а Смоленская земля разделялась между королём и Мнишеком.
Юрию Мнишеку удалось собрать для будущего зятя 1600 человек в польских владениях, кроме того, к нему присоединилось 2000 добровольцев из Запорожской сечи и небольшой отряд донцов, с этими силами был начат поход на Москву. Основную часть войска, как отмечал историк А. В. Пыжиков, составили украинские казаки во главе с атаманами Белешко, Кучко, Швейковским.

## Поход в Россию

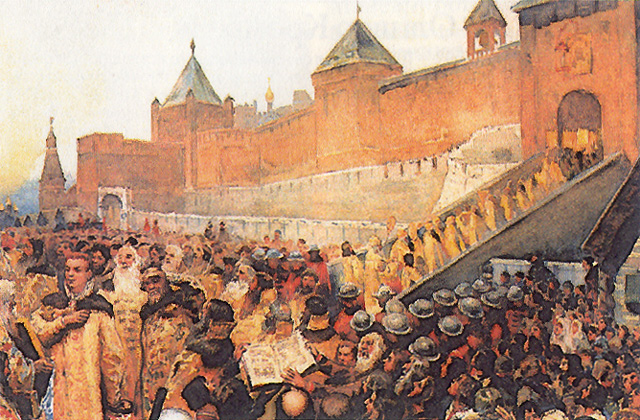
К. Ф. Лебедев. Вступление войск Лжедмитрия I в Москву

Поход Лжедмитрия I на Москву начинался при самых неблагоприятных обстоятельствах. Во-первых, было упущено лучшее для военных действий время — лето: после проволочек со сбором войск выступить удалось только 15 августа 1604 года и только в октябре перейти границу Русского царства, когда уже начинались осенние дожди и на дорогах стояла непролазная грязь. Во-вторых, от польских послов при царском дворе было известно, что крымский хан готовится атаковать московские рубежи. В этом случае русские войска оказались бы полностью скованы отражением угрозы с Юга. Но тревога оказалась ложной, или же хан Казы-Гирей, понявший, что воспользоваться внезапностью нападения не удастся, предпочёл отказаться от своего плана. В-третьих, у войск самозванца практически не было артиллерии, без которой нечего было и думать о штурме таких мощных крепостей как Смоленск или сама столица. Также послам Лжедмитрия не удалось добиться помощи ни у крымцев, ни у ногайцев.
Возможно, принимая в расчёт последнее обстоятельство, Лжедмитрий I предпочёл наступать на Москву кружным путём — через Чернигов и Северскую землю. Со своей стороны, царь Борис, не принявший до конца всерьёз притязания Лжедмитрия на корону, оказался по сути захвачен вторжением врасплох. Предваряя наступление, претендент, не без подсказки будущего тестя, развернул агитацию в свою пользу, центром которой стал замок Остёр. Отсюда в первый город на его пути — Моравск (Монастырёвский острог), «литвин» Т. Дементьев привёз именное письмо для местного стрелецкого сотника, затем «димитриевы лазутчики» И. Лях и И. Билин подплыв на лодке, разбросали по берегу грамоты с увещеванием переходить на сторону «законного царевича». Среди прочего, грамоты гласили:
И вы б, наше прирожение, попомнили православную христианскую истинную веру и крестное целование, на чем есте крест целовали отцу нашему, блаженныя памяти государю царю и великому князю Ивану Васильевичу всеа Русии, и нам, чадам его, что хотели добра во всем: и вы ныне нашего изменника Бориса Годунова отложитеся к нам и впредь уже нам, государю своему прироженному, служите и прямите и добра хотите, как отцу нашему, блаженные памяти государю царю и великому князю Ивану Васильевичу всеа Русии; а яз вас начну жаловати, по своему царскому милосердому обычаю, и наипаче свыше в чести держати, и всё православное христианство в тишине и в покое и во благоденственном житии жити учинити хотим.
Возможно, жители Моравска отказались от сопротивления больше из страха, чем веры, что польское войско ведёт подлинный царевич; так или иначе, пытавшиеся организовать сопротивление воеводы Б. Лодыгин и М. Толочанов были связаны и выданы претенденту. 21 октября Лжедмитрий с триумфом въехал в город.
Черниговцы, вначале встретившие казацко-польское войско выстрелами, услышали о том, что сдался Моравск, и также присягнули претенденту; воевода, князь И. А. Татев, попытался было организовать сопротивление, заперся в замке с оставшимися ему верными стрельцами, но совершил грубую оплошность, оставив в руках восставших посад, в результате черниговцы вместе с отрядом Белешко штурмом взяли замок, а воевода Татев и вместе с ним князья П. М. Шаховской и Н. С. Воронцов-Вельяминов были взяты в плен. Добычу, которую казаки успели захватить, разграбив посад, Дмитрий принудил их частично вернуть — но с огромным трудом и далеко не полностью.
Серьёзным препятствием оказался на его пути Новгород Северский, где заперся с войском любимец Годунова боярин Пётр Басманов, получивший серьёзное подкрепление из Брянска, Кром и других соседних городов — всего около 1500 человек. Басманов предусмотрительно сжёг посад, чтобы осаждавшим негде было укрыться от ноябрьских холодов. Осада города началась 11 ноября 1604 года, три дня спустя был предпринят первый штурм, но поляки отступили, потеряв 50 человек. В ночь на 18 ноября последовал генеральный штурм, но Басманов, заблаговременно получивший предупреждение об этом от своих лазутчиков во вражеском лагере, успел подготовиться и не дал зажечь деревянные стены, и Дмитрий в первый раз всерьёз рассорился со своим войском, упрекая поляков в том, что они не могут похвастать превосходством в военных умениям перед московитами. Польское войско возмутилось, поставив всё предприятие на грань провала, но претендента спасло то, что в это время сдался Путивль, единственная в этих краях каменная крепость, ключ к Северской земле. Источники противоречат друг другу, кто из московских воевод сдал город самозванцу, выставляя на эту роль князя Василия Рубец-Мосальского или дьяка Сутупова. Так или иначе, город присягнул претенденту как «истинному царевичу московскому», на его сторону перешёл не только «чёрный люд», но практически всё местное дворянство.
21 декабря 1604 года под Новгородом-Северским состоялось первое крупное сражение между Дмитрием и войском князя Ф. И. Мстиславского, в котором, несмотря на превосходство царского войска в количестве (15 тысяч человек у Дмитрия и 40 тысяч у князя), победу одержал самозванец. Возможно, поражение русских войск было вызвано не столько военным, сколько психологическим фактором — простые ратники неохотно сражались против того, кто мог, по их мнению, быть «истинным» царевичем, некоторые воеводы и вслух говорили, что «неладно» бороться против истинного государя. По словам очевидцев, Дмитрий прослезился, увидев на поле боя убитых соотечественников.
Но и после этой победы положение претендента далеко ещё не было определено. Казна, захваченная в Путивле, оказалась практически полностью истраченной. Наёмное войско роптало, недовольное тем, что обещанное жалование было им выплачено только за первые три месяца, а также запретом грабежей и поборов с населения.
1 января 1605 года вспыхнул открытый мятеж, наёмное войско кинулось грабить обоз. Дмитрий самолично объезжал рыцарей, падал перед ними на колени и уговаривал остаться с ним, но получал в ответ оскорбления и среди прочих пожелание быть посаженным на кол. По воспоминаниям современников, претендент, не выдержав, ударил оскорбившего его поляка в лицо, но остальные стащили с него соболью шубу, которую позднее пришлось выкупать. 2 января большая часть наёмников ушла по направлению к границе. В тот же день самозванец сжёг лагерь под Новгородом-Северским и отступил к Путивлю. 4 января Юрий Мнишек, ухудшая и без того тяжёлое положение «зятя», объявил о своём отъезде в Речь Посполитую на сейм. Считается, что Мнишек надеялся на дворянское восстание против Бориса и чувствовал себя неуютно в лагере, где всё большую силу приобретали казаки и «московский чёрный люд», кроме того, московские «начальные бояре» переслали ему письмо, полное неприкрытых угроз. Как свидетельствуют летописи, «отошёл воевода сендомирский от того вора собою после того, как ему был бой с бояры, а отходил для помочи тому вору, а не за королевским повелением, и староста остринский Михаил Ратомской, и Тышкевич, и ротмистры осталися». Мнишек, тем не менее, уверял самозванца, что будет защищать его дело на королевском сейме и пришлёт из Польши новые подкрепления. С ним вместе ушло ещё около 800 поляков, полковник Адам Жулицкий, ротмистры Станислав Мнишек и Фредра. В конечном итоге с ним осталось 1500 польских рыцарей, выбравших своим предводителем Дворжецкого вместо Мнишка, во многом самозванцу помогли иезуиты, в этот критический момент вставшие на его сторону.
В это же время примеру Путивля последовали другие города и поселения — среди них Рыльск, Курск, Севск, Кромы. Тогда же Дмитрий приказал доставить ему из Курска чудотворную икону Богородицы, устроил ей торжественную встречу, поместил в свой шатёр, где позднее молился ей каждый вечер. Воеводы сдавшихся городов либо сами присягали Дмитрию, либо доставлялись связанными в его лагерь, но тут же освобождались и приносили присягу. Войско Дмитрия постоянно росло. Убыль в живой силе немедленно восполнили 12 тысяч донских казаков, под охраной которых Дмитрий укрепился в Севске.
Московская рать, высланная против самозванца, настигла его в конце января у села Добрыничи. В ночь на 21 января 1605 года посланные Лжедмитрием лазутчики намеревались поджечь село с разных сторон; этот манёвр, однако, не удался, и ранним утром следующего дня, выйдя из города, он дал сражение царскому войску у Добрыничей, но потерпел поражение из-за многочисленной артиллерии у противника. В результате битвы самозванец потерял практически всю свою пехоту и большую часть конницы, победители захватили всю его артиллерию — 30 пушек, а также 15 знамён и штандартов. Под самозванцем была ранена лошадь, сам он чудом избежал плена.

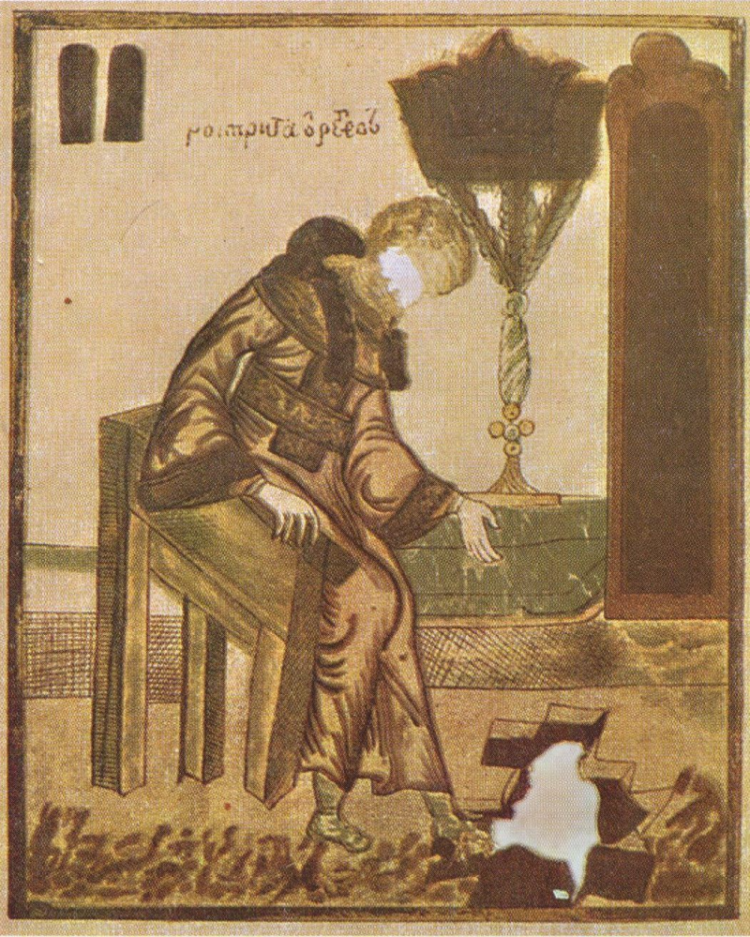
Лжедмитрий I, миниатюра ок. 1630 г. из Нового летописца царя Михаила

Со своей стороны, правительственные войска развязали жестокий террор, уничтожая всех без разбора — мужчин, женщин, стариков и даже детей как сочувствующих самозванцу. Результатом оказалось всеобщее ожесточение и раскол среди московского дворянства, ранее большей частью своей преданного династии Годуновых. Также было упущено время — самозванцу позволили уйти и укрепиться на всю зиму и весну 1605 года в Путивле под защитой донских и запорожских казаков. Считается, что в это время претендент пал духом и пытался бежать в Польшу, но войско сумело его удержать, и действительно — скоро его ряды пополнились ещё 4 тысячами казаков. Это пополнение претендент отослал защищать Кромы, надеясь таким образом отвлечь царскую армию, и до весны этот небольшой отряд сковывал посланные против Дмитрия войска, которые вместо того, чтобы осадить самозванца в его временной «столице», теряли время, штурмуя Кромы и Рыльск, жители которых, будучи свидетелями кровавого террора, который развязали царские войска, стояли до последнего.
Во время «путивльского сидения» Дмитрий фактически готовился к будущему царствованию — принимал польских и русских священников, обращался к народу с обещаниями построить в Москве университет, пригласить в Россию образованных людей из Европы и т. д. Отмечали, что на его обедах равно присутствовало и православное, и католическое духовенство, и Дмитрий делал всё от него зависящее, чтобы сблизить их между собой. По приказанию Бориса, в Путивль были посланы несколько монахов с ядом для самозванца, но их успели разоблачить и арестовать. Позднее самозванец своей властью простил их.
Здесь же, в Путивле, чтобы ослабить пропаганду своих противников, объявлявших его «расстригой и вором Гришкой Отрепьевым», он показывал привезённого с собой монаха, выдавая его за искомого «Гришку». На руку ему было также то, что в апреле скончался царь Борис, чудовские монахи, посланные в Путивль для обличения самозванца, прислали письмо, в котором называли его «истинным сыном Ивана Васильевича». Окончательно сбитые с толку царица Марья Григорьевна и её советники посчитали лучшим перестать упоминать имя Григория Отрепьева и внести в формулу присяги царю Фёдору обещание не поддерживать того, кто называет себя царевичем. Брожение умов в столице от этого лишь усилилось — также стоит помнить, что вдова Годунова и дочь Малюты Скуратова, Мария Григорьевна, была крайне непопулярна в народе, по столице распространялись слухи о крайней жестокости царицы, к примеру, рассказывали, что когда Годунов вызвал в Москву Марию Нагую и пытался добиться от неё правды, что произошло с Дмитрием, выведенная из себя молчанием бывшей царицы Мария Григорьевна попыталась свечой выжечь ей глаза.
В мае, после смерти Бориса Годунова, Дмитрию присягнуло войско, стоявшее под Кромами; воевода Пётр Фёдорович Басманов перешёл на его сторону и в дальнейшем стал одним из самых близких его сподвижников и даже погиб вместе с ним. Самозванец отправил войско на Москву во главе с князем Василием Голицыным, а сам поехал в Орёл, где его ждали выборные «от всей рязанской земли», и далее — в Тулу.
В Москву были отправлены с грамотой от «царевича Димитрия» Гаврила Пушкин и Наум Плещеев, вероятно, под охраной казацкого отряда Ивана Корелы. 1 июня 1605 года Гаврила Пушкин, стоя на Лобном месте, прочёл письмо самозванца, адресованное как боярам, так и московскому люду. Противиться посланцам Лжедмитрия пытался престарелый патриарх Иов, но «ничего не успевашу». Восставшие москвичи разграбили дворец и по одним сведениям, не нашли в нём царя Федора II Годунова и его мать-царицу, успевших скрыться (лишь с Марии Григорьевны во время её бегства сорвали жемчужное ожерелье), по другой — отправили Годуновых в их прежний дом; винные погреба опустели, пьяная толпа разграбила и разгромила подворья многих бояр, связанных узами родства с династией Годуновых.
Через два дня под давлением Богдана Бельского и его сторонников Боярская дума приняла решение направить своих представителей к самозванцу. 3 июня в Тулу отправились старый князь И. М. Воротынский и несколько второстепенных бояр и окольничих — князь Трубецкой, князь А. А. Телятевский, Ф. И. Шереметев, думный дьяк А. Власьев, несколько дворян, приказных и гостей. Самозванец, рассерженный тем, что присланные по сути дела не имели власти, допустил их к руке позднее, чем пришедших в тот же день казаков, и далее «наказывайте и лаяше, яко же прямый царский сын».
В Туле Дмитрий занимался государственными делами как царь: разослал грамоты, извещавшие о его прибытии, составил текст присяги, в которой первое место занимало имя Марии Нагой, его названной «матери», пригласил к себе английского посла Смита, возвращавшегося из Москвы с грамотами, беседовал с ним милостиво и даже обещал те же вольности, что даровал когда-то его «отец», принял «выборных от всей земли» и, наконец, второе боярское посольство во главе с тремя братьями Шуйскими и Фёдором Ивановичем Мстиславским. Вначале претендент отнёсся к ним достаточно холодно, упрекнув, что простой народ опередил царедворцев, но в конечном итоге сменил гнев на милость и привёл их к присяге, которую принял архиепископ Рязанский и Муромский Игнатий, которого он прочил на место патриарха Иова.
В конце весны он медленно двинулся в сторону столицы. Тем временем в Москве 5 июня 1605 года тело бывшего царя Бориса Годунова было «ради поругания» вынесено из Архангельского собора. Из «воровского стана» в Москву были отправлены Василий Васильевич Голицын и князь Рубец-Масальский с приказанием, чтобы из Москвы были устранены враги «царевича». Возможно, именно эта грамота спровоцировала московский люд на убийство Фёдора Годунова и его матери царицы Марии Григорьевны (10 июня). Имущество Годуновых и их родственников — Сабуровых и Вельяминовых было взято в казну, Степан Васильевич Годунов был убит в тюрьме, остальные Годуновы — отправлены в ссылку в Нижнее Поволжье и Сибирь, С. Н. Годунов — в Переяславль-Залесский, где, по слухам, был уморён голодом. Дмитрию же донесли, что Годуновы покончили с собой, приняв яд. Прилюдно Дмитрий сожалел об их смерти и обещал помиловать всех оставшихся в живых из их родни.
Убедившись в поддержке дворян и народа, он двинулся в столицу и 20 июня 1605 года торжественно въехал в Кремль.
Считается, что по пути Дмитрий часто останавливался, чтобы побеседовать с местными жителями и обещать им льготы. В Серпухове будущего царя уже ждал пышный шатёр, который мог вместить в себя несколько сот человек, царская кухня и челядь. В этом шатре Дмитрий дал свой первый пир боярам, окольничим и думским дьякам.
Дальше он продвигался к столице уже в богатой карете в сопровождении пышной свиты. В подмосковном селе Коломенском на широком лугу был установлен новый шатёр и снова дан пир сопровождавшим его аристократам. Уверяют, что Дмитрий также ласково принимал делегации местных крестьян и посадских людей, встречавших его хлебом-солью, и обещал «бысть им отцом».

## Царь Дмитрий Иванович

### Вступление в Москву
Выжидая удобного момента и согласуя все детали с Боярской думой, самозванец провёл три дня у ворот столицы. Наконец, 20 июня 1605 года под праздничный звон колоколов и приветственные крики толп, теснившихся по обеим сторонам дороги, претендент въехал в Москву. По воспоминаниям современников, он появился верхом, в украшенной золотом одежде, в богатом ожерелье, на пышно убранном коне, в сопровождении свиты из бояр и окольничих. В Кремле его ожидало духовенство с образами и хоругвями. Впрочем, строгим ревнителям православия сразу же не понравилось, что нового царя сопровождали поляки, во время церковного пения игравшие на трубах и бившие в литавры. Помолившись вначале в Кремлёвских Успенском и Архангельском соборе, лил слёзы у гроба Ивана Грозного. Но опять же, не осталось незамеченным, что вместе с ним в собор вошли чужеземцы, да и сам царь не по-московски прикладывался к образам. Впрочем, эти мелкие несоответствия списали на то, что Дмитрий слишком долго жил на чужбине и мог подзабыть русские обычаи.

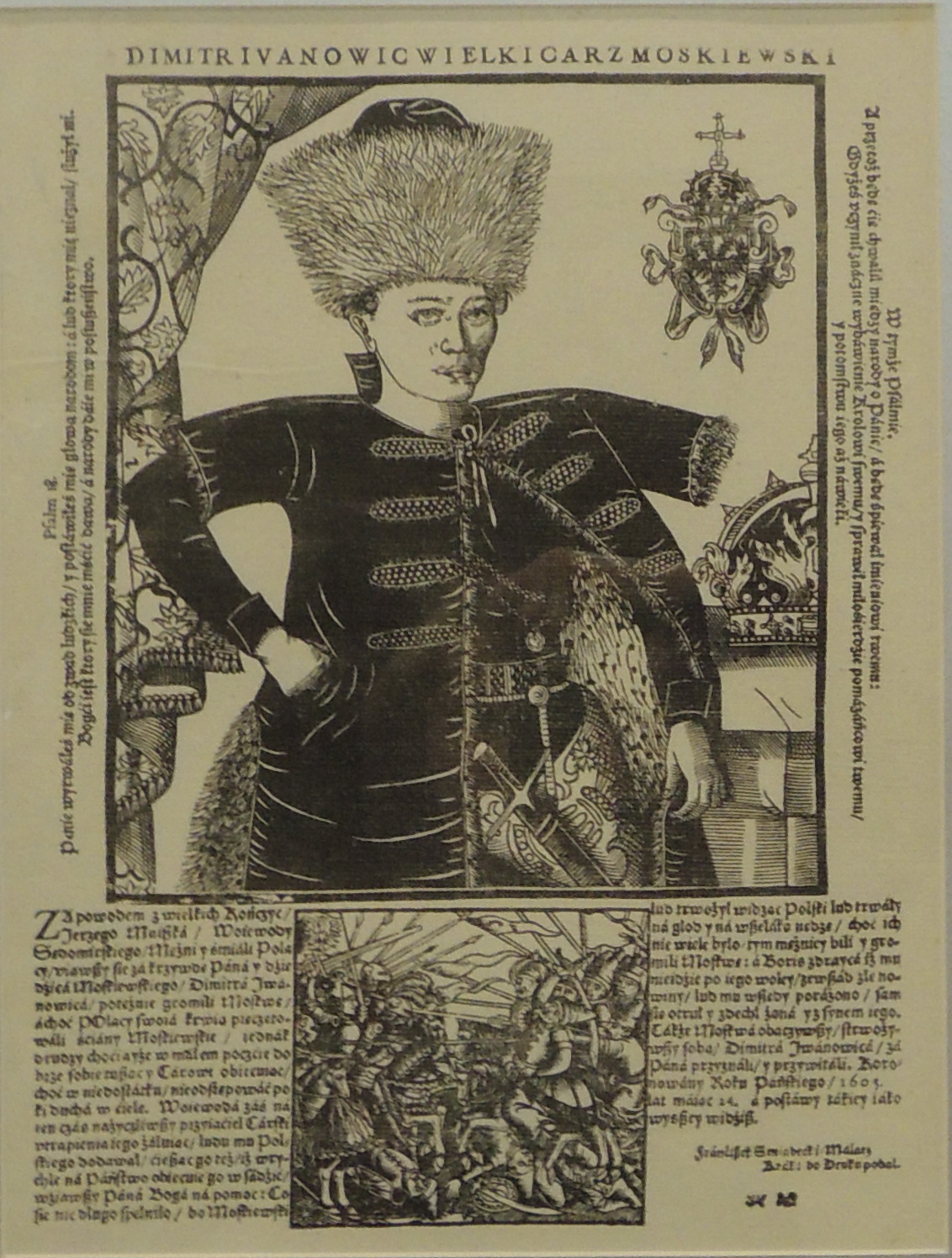
Димитрий Иванович великий Царь московский. Гравюра Франца Снядецкого. Около 1606 г.

Сопровождавший его Богдан Бельский, поднявшись на Лобное место, снял с себя крест и образ Николы Чудотворца и произнёс краткую речь:
Православные! Благодарите Бога за спасение нашего солнышка, государя царя, Димитрия Ивановича. Как бы вас лихие люди не смущали, ничему не верьте. Это истинный сын царя Ивана Васильевича. В уверение я целую перед вами Животворящий Крест и Св. Николу Чудотворца.
Приближённые торопили его с венчанием на царство, но претендент настоял на том, чтобы вначале встретиться с «матерью» — царицей Марией Нагой, в монашестве носившей имя Марфы. За ней был отправлен князь Михаил Васильевич Скопин-Шуйский, которому новый царь даровал польский титул мечника.
18 июля Марфа прибыла из ссылки, и встреча её с «сыном» произошла в подмосковном селе Тайнинском на глазах огромного количества народа. По воспоминаниям современников, Дмитрий соскочил с коня и бросился к карете, а Марфа, откинув боковой занавес, приняла его в объятья. Оба рыдали, и весь дальнейший путь до Москвы Дмитрий проделал пешком, идя рядом с каретой.
Царица помещена была в Кремлёвском Вознесенском монастыре, царь навещал её там каждый день и спрашивал благословения после каждого серьёзного решения.
В документах существуют глухие намёки, что вскоре после въезда в Москву царь приказал схватить и умертвить несколько монахов Чудова монастыря, как могущих узнать его. Однако документы, сообщающие об этом, составлены уже после свержения «расстриги» и потому не внушают полного доверия. Также, якобы, узнал Отрепьева дворянин И. Р. Безобразов, бывший когда-то соседом Отрепьевых. Но у Безобразова хватило ума держать язык за зубами, и он сделал блестящую карьеру во время короткого правления Лжедмитрия.
Спустя несколько дней в Москве был раскрыт заговор, направленный на свержение и убийство Дмитрия. По доносу купца по имени Фёдор Конев «со товарищи», открылось, что против нового царя злоумышлял князь Василий Шуйский, распространявший по Москве слухи, что претендент на самом деле является расстригой Отрепьевым и замышляет разрушение церквей и искоренение православной веры. Шуйский был схвачен, но царь Дмитрий передал решение его участи в руки Земского собора. По сохранившимся документам, царь был столь красноречив, и столь умело уличал Шуйского «в воровстве его», что собор единодушно приговорил изменника к смертной казни. 25 июля Шуйский был возведён на плаху, но приказом «царя Димитрия Ивановича» помилован и отправлен в Вятскую ссылку. Но казнены были дворянин Пётр Тургенев и купец Фёдор Калачник — последний, якобы, даже на плахе называл царя самозванцем и расстригой.
За день до того, 24 июля, был возведён в сан патриарха Московского рязанский архиепископ Игнатий.
Вскоре после этого Дмитрий короновался «венцом» Годунова, приняв его из рук нового патриарха Игнатия, бояре поднесли скипетр и державу. Царский дворец был разукрашен соответственно событию, путь от Успенского собора был устлан златотканым бархатом, когда царь появился на пороге, бояре осыпали его дождём из золотых монет.

### Внутренняя политика

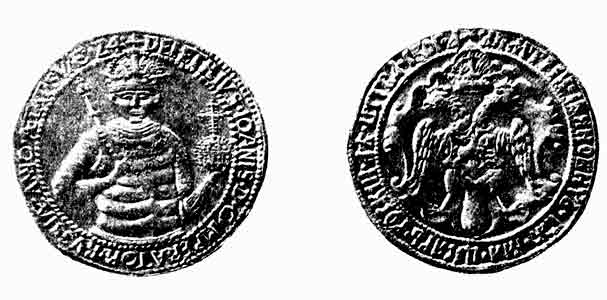
Медаль Лжедмитрия I

30 июля 1605 года ново-назначенный патриарх Игнатий венчал Дмитрия на царство. Первыми действиями царя стали многочисленные милости. Из ссылок возвратили бояр и князей, бывших в опале при Борисе и Фёдоре Годуновых, и вернули им конфискованные имения. Вернули также Василия Шуйского и его братьев, не успевших добраться до Вятки, вернули и родственников бывшего царя. Получили прощение все родственники Филарета Романова, а его самого возвели в ростовские митрополиты. Служилым людям удвоили содержание, помещикам — земельные наделы — всё за счёт земельных и денежных конфискаций у монастырей. На Юге страны на 10 лет было отменено взимание налогов, а также прекратилась практика обработки «десятинной пашни». Впрочем, новому царю потребовались деньги, в частности на свадебные выплаты и подарки, на вознаграждение «верным» — так, после переворота, многим боярам и окольничим выплачивался двойной оклад, а также на готовящийся поход против турок. Потому в других районах страны суммы налоговых сборов значительно выросли, что привело к началу волнений. Новый царь, не имея возможности или не желая действовать силой, пошёл на уступки восставшим — крестьянам разрешили уходить от помещика, если тот не кормил их во время голода, запрещена была потомственная запись в холопство, более того, холоп должен был служить только тому, кому добровольно «запродался», тем переходя скорее на положение наёмника. Экономическое положение страны улучшилось, но всё же отличалось нестабильностью — сознавая это, Лжедмитрий попытался исправить положение за счёт обложения ясаком сибирских остяков и татар.
В законодательном порядке запрещено было мздоимство, срок преследования беглых установлен в пять лет. Возвращению подлежали все крестьяне, бежавшие за год до начала «голодных лет» или же после них, или те, кто бежал во время голода, захватив своё имущество — то есть, не с целью спасения жизни. Бежавшие во время голода закреплялись за новым помещиком, кормившим их в трудное время. В закон не включались те, кто сумел удалиться о прежнего места проживания более чем на 200 вёрст. Путивль, оказавший огромные услуги будущему царю, был освобождён от всех податей на 10 лет, но Сводный судебник, который должен был включить в себя новые законы, однако же, не был закончен.
Дмитрий, якобы, однажды заметил, что «есть два способа царствовать, милосердием и щедростью или суровостью и казнями; я избрал первый способ; я дал Богу обет не проливать крови подданных и исполню его». Также отмечали, что он обрывал всякого, желавшего подольститься к нему, дурно отзываясь о правлении Бориса. В таком случае, Дмитрий замечал льстецу, что тот, как и все прочие «ставил Бориса на царство», теперь же хулит.
Чтобы уменьшить злоупотребления при сборе податей, Дмитрий обязал сами «земли» отправлять с выборными людьми соответствующие суммы в столицу. Взяточников приказано было водить по городу, повесив на шею денежную мошну, меха, жемчуг — или даже солёную рыбу — то, чем бралась взятка, и бить палками. Дворяне были избавлены от телесных наказаний, зато вынуждены были за те же преступления выплачивать большие штрафы.
Новый царь изменил состав Думы, введя в него в качестве постоянных членов представителей высшего духовенства, и отныне повелел Думе зваться «сенатом». Во время своего недолгого правления царь почти ежедневно присутствовал на заседаниях и участвовал в спорах и решениях государственных дел. По средам и субботам давал аудиенции, принимал челобитные и часто гулял по городу, общаясь с ремесленниками, торговцами, простыми людьми.
Ввёл в царстве московском польские чины мечника, подчашия, подскарбия, сам же принял титул императора или цезаря. «Тайная канцелярия» Дмитрия состояла исключительно из поляков — это были капитаны Мацей Домарацкий, Михаил Склиньский, Станислав Борша и личные секретари царя Ян Бучинский, Станислав Слоньский и Липницкий. В ведомство «тайной канцелярии» входили вопросы личных трат царя и его прихотей, а также религиозные вопросы. По замечанию наёмника Маржерета, Лжедмитрий старался ввести в России абсолютное самодержавие. Введение в царский дворец иноплеменников и иноверцев, а также то, что царь учредил при своей особе иностранную гвардию, которая должна была обеспечивать его личную безопасность, отстранив русскую царскую охрану — возмутило многих.
Он также оказал покровительство печатнику «Андронову, сыну Невежина», который 5 июля 1605 года приступил к печатанию «Апостола» в «царской его величества друкарне». Работа была благополучно завершена 18 марта 1606 года.

### Внешняя политика

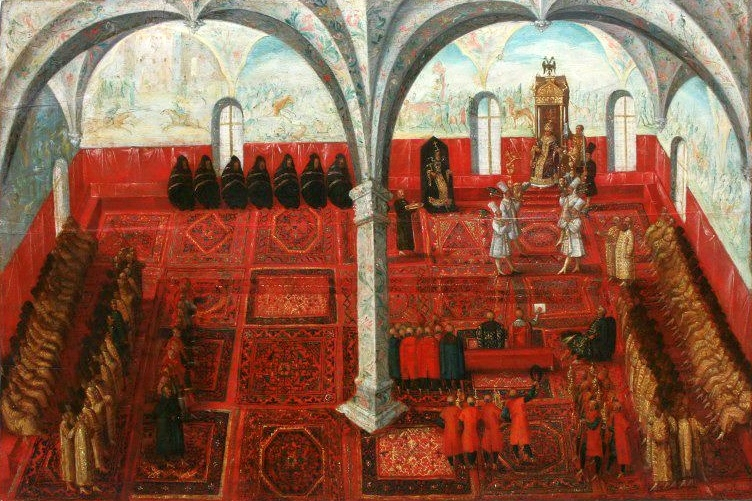
Шимон Богушович. Приём Лжедмитрием польских послов

Англичане, бывшие в то время в Москве, замечали, что такой свободы не знало ещё ни одно европейское государство. В большинстве своих действий частью современных историков Лжедмитрий признаётся как новатор, который стремился европеизировать государство. Это отразилось даже в его титуловании (сам он подписывался как император, правда, с ошибками — «in perator», хотя его официальный титул был иной: «Мы, пресветлейший и непобедимейший Монарх Дмитрий Иванович, Божиею милостию, Цесарь и Великий Князь всея России, и всех Татарских царств и иных многих Московской монархии покорённых областей Государь и Царь»).
В это же время Дмитрий начал планировать войну с турками, собираясь нанести удар по Азову и присоединить к Русскому царству устье Дона, и приказал отливать на Пушечном дворе новые мортиры, пушки, ружья. Сам обучал стрельцов пушечному делу и штурму земляных крепостей, причём, по воспоминаниям современников лез на валы, несмотря на то, что его бесцеремонно толкали, сбивали с ног и давили.
Той же зимой, заручившись помощью Войска Донского, он послал в Елец дворянина Г. Акинфова с приказом укрепить Елецкую крепость. Туда же была направлена осадная и полевая артиллерия, и созданы склады для снаряжения и продовольствия. На реке Вороне, притоке Дона, приказано было строить суда. В Крым отправлено было посольство с объявлением войны. Сам Дмитрий собирался весной отправиться в Елец и провести вместе с войском всё лето.
В уезды направлялись воеводы для проведения дворянских смотров. Часть новгородского ополчения, которое составляли дворяне и дети боярские, была вызвана в Москву для похода на Азов. Им же было приказано захватить с собой челобитные помещиков своей волости.
Той же зимой в селе Вяземы под Москвой была сооружена снежная крепость, защищать которую были поставлены «свои» князья и бояре, штурмовать должны были иноземцы под предводительством самого царя. Оружием для обеих сторон были снежки. Игра, впрочем, развернулась несколько не так, как желалось Дмитрию — бояр возмутило, что царь взял под своё начало иноземцев, те же, якобы, прятали внутри снежков небольшие камни и таким образом «наставили русским синяков под глаза». Несмотря на то, что крепость была благополучно взята и воевода попал в плен царю лично, один из бояр предупредил Дмитрия, что продолжать не стоит — русские обозлены, и у многих под платьем скрыты длинные ножи. Забава могла кончиться кровопролитием.
При этом Дмитрий начал искать союзников на Западе, в особенности у папы римского и польского короля, в предполагаемый союз планировалось включить также германского императора, французского короля и венецианцев. На это и на признание его «императором московским» была направлена дипломатическая деятельность самозванца. Но серьёзной поддержки он так и не получил из-за отказа выполнить данные ранее обещания по уступке земель и поддержке католической веры.
Польскому послу Корвин-Гонсевскому он заявил, что не может пойти, как было обещано ранее, на территориальные уступки Речи Посполитой — вместо этого он предлагал отплатить за помощь деньгами. Также было отказано во въезде иезуитам, и если католикам действительно была предоставлена свобода вероисповедания, то это было сделано также в отношении христиан других толков — в частности, протестантов. Планы о войне против Швеции также не осуществились — возможно, из-за сопротивления думных бояр.
В декабре 1605 года, по воспоминаниям польского гетмана Жолкевского, в Польшу был послан швед Пётр Петрей с тайным поручением сообщить Сигизмунду о самозванстве Дмитрия и таким образом окончательно оставить его без помощи Речи Посполитой. Существует мнение, что Петрей передал королю на словах признание инокини Марфы, охладевшей к самозванцу после того, как он приказал тайно разорить могилу Дмитрия в Угличе. Но это всего лишь предположение, досконально известно, что Петрей выполнил своё поручение, но король, сохранив самообладание, под страхом смерти запретил ему разглашать подобную информацию. Вскоре после Петрея в Варшаву прибыл сын боярский Иван Безобразов с тем же поручением. Его миссию облегчило и то обстоятельство, что самозванец когда-то поддерживал отношения с магнатами, недовольными самим Сигизмундом III, среди прочих, с краковским воеводой Николаем Зебжидовским, Стадницкими, доводившимися роднёй Мнишек, и другими, предлагавшими польскую корону самому Лжедмитрию. Несомненно, этот фактор также сыграл свою роль.
Вместе с тем, фактически шведская поддержка Лжедмитриев (в равной степени первого и второго) была безусловной. Но она строго привязывалась к подтверждению ими невыгодного для России торгового договора 1595 года.

### Большойгосударев титулцаря Дмитрия Иоанновича
Божиею милостию Великий Государь Царь и Великий князь всея Русии Сомодержец, Владимерский, Московский, Новгородский, Царь Казанский, Царь Астраханский, Царь Сибирский, Государь Псковский и Великий Князь Смоленский, Тверской, Югорский, Пермский, Вятский, Болгорский и иных, Государь и Великий Князь Новагорода Низовские земли, Черниговский, Резанский, Ростовский, Ярославский, Белаозерский, Удорский, Обдорский, Кондийский, и всея Северныя страны Повелитель, и Государь Иверские земли, Грузинских и Горских князей, и иных многих государств Государь и Обладатель.

## Личная жизнь Дмитрия, его отношение к религии
Согласно сохранившимся документам и воспоминаниям, монахов Дмитрий не любил, прямо называя их «дармоедами» и «лицемерами». Более того, он приказал сделать опись монастырских владений и грозился отобрать всё «лишнее» и употребить его на защиту православной веры не на словах, а на деле. Также не проявлял фанатизма в религиозных вопросах, предоставив свободу совести своим подданным, он объяснял это тем, что и католики, и протестанты, и православные верят в одного Бога — разница только в обрядах. Последние, по его мнению, произведение рук человеческих и то, что решил один собор, другой так же легко может отменить, более того — собственный секретарь Дмитрия — Бучинский — исповедовал протестантизм.
Он же попрекал пытавшихся спорить, что существо веры и внешние её проявления суть разные вещи. Однако же, считаясь с привычками своих подданных, он, в частности, настоял на том, чтобы прибывшая в Москву Марина Мнишек наружно исполняла православные обряды.
Пётр Петрей записал:

Вспоминали, что новый царь любил поговорить, удивлял начитанностью и знаниями, в спорах часто приводил в доказательство факты из жизни других народов или истории из собственного прошлого.
Любил поесть, но после обеда не спал, что было не в обычае прежних царей, не ходил в баню, не позволял постоянно кропить себя святой водой, шокировал москвичей, привыкших к тому, что царь должен был выглядеть степенно и ходить, ведомый под руку ближними боярами, тем, что свободно разгуливал по комнатам, так, что телохранители порой не могли найти его. Любил ходить по городу, заглядывать в мастерские и заводить разговоры с первым встречным.
Отлично умел обращаться с лошадьми, ездил на медвежью охоту, любил весёлую жизнь и развлечения. Сумрачный Кремлёвский дворец ему пришёлся не по душе, и Дмитрий приказал выстроить для себя и для будущей жены два деревянных дворца. Его личный дворец был высок, но невелик по размеру и состоял из огромных сеней, уставленных шкафами с серебряной посудой и четырёх комнат, полы в которых были покрыты персидскими коврами, потолки покрыты резьбой, а печи украшены изразцами и серебряными решётками. Ещё одним нововведением была музыка, звучавшая во время обедов. Любил он устраивать праздники и пиры для придворных.
В отличие от прежних царей, он оставил преследование скоморохов, не запрещены были больше ни карты, ни шахматы, ни пляски, ни песни.
Возле дворца приказано было установить медную статую Цербера с подвижной челюстью, которая с клацанием могла открываться и закрываться.

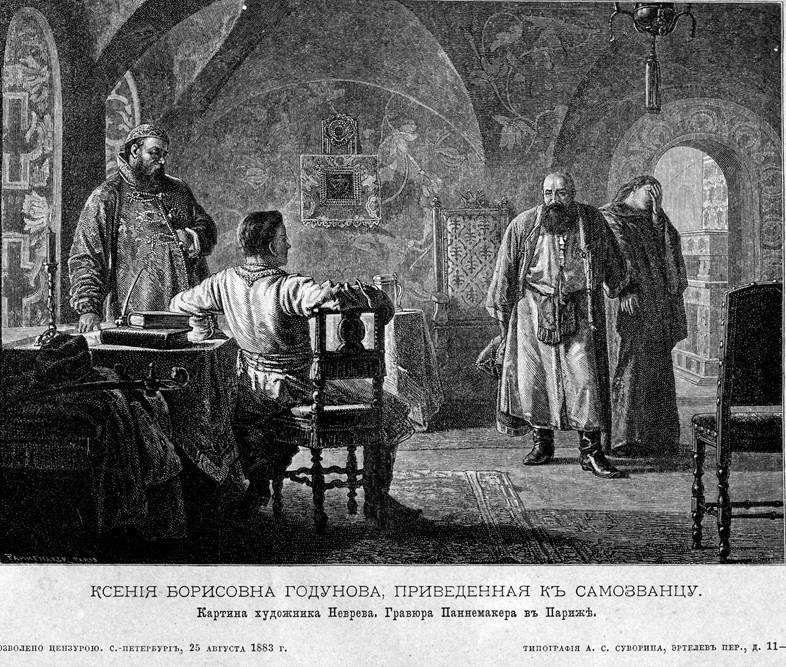
«Ксения Борисовна Годунова, приведённая к самозванцу».
Картина Николая Неврева

Одной из слабостей Дмитрия были женщины, в том числе жёны и дочери бояр, которые фактически становились вольными или невольными наложницами царя. В числе них оказалась даже дочь Бориса Годунова Ксения, которую по причине её красоты Самозванец пощадил при истреблении рода Годуновых, а потом несколько месяцев держал при себе. Позже, накануне приезда Марины Мнишек в Москву, Дмитрий сослал Ксению во Владимирский монастырь, где её постригли под именем Ольги. В монастыре она, по малодостоверным слухам, родила сына.
В дневнике польского наёмника С. Немоевского сохранились забавные анекдоты о ситуациях, в которых царя ловили на мелком вранье или хвастовстве, причём бояре не стеснялись говорить «Государь, ты солгал». Ожидая приезда Мнишеков, Лжедмитрий якобы запретил им это делать, и Дума осведомилась, как быть, если он солжёт ещё раз. После короткого раздумья, царь, согласно Немоевскому, обещал больше так не делать.
Царь был крайне неравнодушен к драгоценностям, о чём было известно за пределами России: вместе с Мариной в Москву прибыло много итальянских, шведских, немецких купцов с дорогими товарами, в том числе, приехал и Станислав Немоевский — специальный посланник королевы Анны, — который привёз на продажу Лжедмитрию её драгоценности (алмазы, рубины и т. п. на 69 тысяч злотых), которые через два года были возвращены Василием Шуйским с послами обратно в Польшу.

## Заговор и убийство Дмитрия

### Отношение народа к царю и второй боярский заговор
В это же время сложилась двойственная ситуация: с одной стороны, народ его любил, а с другой — подозревал в самозванстве. Зимой 1605 года схвачен был чудовский монах, во всеуслышание заявлявший, что на престоле сидит Григорий Отрепьев, которого «он сам грамоте учил». Монаха подвергли пытке, но ничего не добившись, утопили в Москве-реке вместе с несколькими его сотоварищами. Возможно, ту же историю иначе излагают польские источники — если верить им, подкуплен был кто-то из священников или служек семейного царского храма. Этот человек должен был отравить чашу с церковным вином, прежде чем подать её царю.
Весной 1606 года стало известно, что к Москве идёт с Дона войско взбунтовавшихся казаков во главе с Илейкой Муромцем, выдававшим себя за никогда не существовавшего царевича Петра Фёдоровича — «внука» царя Ивана. Из Москвы к повстанцам был направлен дворянин Третьяк Юрлов с письмом. Источники расходятся в том, что это письмо содержало — согласно полякам, Дмитрий приглашал лже-царевича к себе, обещая владения (быть может, он рассматривал донцов как силу, которая поможет ему удержать трон), согласно «допросным речам» самого Илейки — письмо было написано в очень уклончивых выражениях, и предлагало самозванцу «ежели он истинный царевич» явиться в Москву и предоставить тому доказательства, если нет — более никого не тревожить своими домогательствами. Так или иначе, лже-Пётр опоздал — он появился в Москве на следующий день после гибели царя Дмитрия.
Почти с первого дня по столице прокатилась волна недовольства из-за несоблюдения царём церковных постов и нарушения русских обычаев в одежде и быту, его расположения к иностранцам, обещания жениться на польке и затеваемой войны с Турцией и Швецией. Во главе недовольных стояли Василий Шуйский, Василий Голицын, князь Куракин и наиболее консервативно настроенные представители духовного звания — казанский митрополит Гермоген и коломенский епископ Иосиф.
Раздражало народ то, что царь чем дальше, тем явственней насмехался над московскими обычаями, одевался в иноземное платье и будто нарочно дразнил бояр, приказывая подавать к столу телятину, которую русские не ели.
В связи с этим он нажил себе ещё одного врага — Михаил Татищев (предок знаменитого историка) сказал ему по этому поводу какую-то дерзость, царь вспылил и приказал сослать его в Вятку и там «держать в колодах, утаив имя его» — правда, немедленно опомнившись, и (возможно, под давлением ближних бояр) отменил своё распоряжение. Но это уже ничего не могло изменить — с того дня Татищев присоединился к Шуйскому и его людям.
Больших бояр ущемляло количество «худородных», возвеличенных новым царём, в том числе назывались и родственники царицы — Нагие, и несколько дьяков, получивших чины окольничих. Как считается, Василий Шуйский и не скрывал своих подлинных мыслей, прямо высказавшись в кружке заговорщиков, что Дмитрий был «посажен на царство» с единственной целью — свалить Годуновых, теперь же пришло время свалить и его самого.
Для убийства царя были наняты стрельцы и убийца Фёдора Годунова — Андрей Шерефединов. 8 января 1606 года, ворвавшись во дворец, неорганизованный отряд заговорщиков преждевременно выдал себя, подняв шум и переполох. Покушение провалилось, и если Шерефединов сумел бежать, семеро его подручных были схвачены.
Дмитрий с Красного крыльца упрекал московский люд, в том, что его «безвинно» попрекают самозванчеством — в то время как порукой ему признание матери и верховных бояр. Говорил, что за время своей недолгой ещё жизни он «живота не жалел» ради счастья подданных. Присутствовавшие, упав на колени, со слезами клялись в своей невиновности. Семеро заговорщиков, выведенные на крыльцо Петром Басмановым, сразу после ухода царя во внутренние покои были растерзаны толпой.

### Свадьба

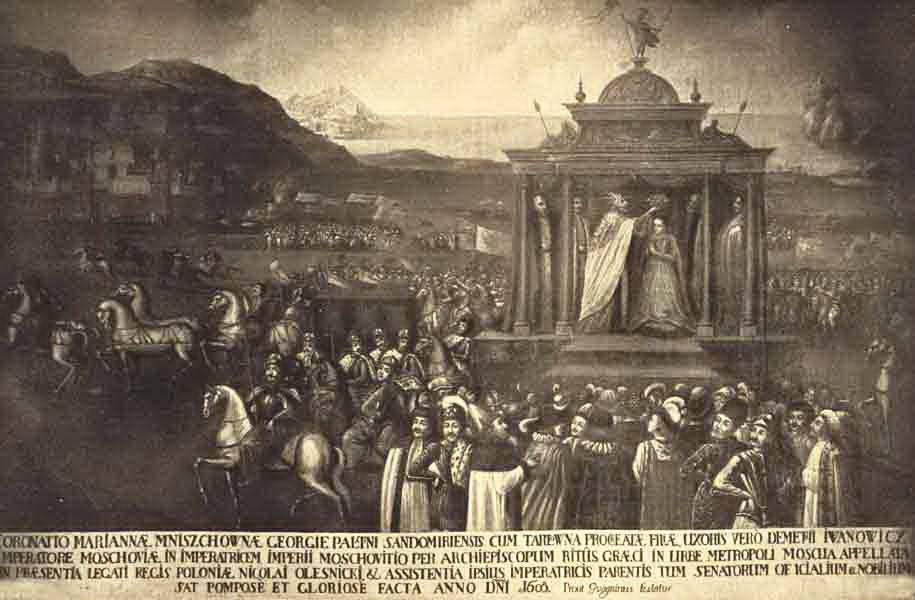
Въезд Марины Мнишек в Москву. 3 мая 1606 года

Исполняя своё обещание вступить в брак с Мариной Мнишек, Дмитрий отправил в Польшу дьяка Афанасия Власьева, 12 ноября 1605 года в присутствии короля Сигизмунда совершившего с ней обряд обручения, на котором он представлял царственного жениха. Вместе с ним в Польшу отправился личный секретарь царя Бучинский с тайным поручением добиться от папского нунция для Марины специального разрешения, «чтобы её милость панна Марина причастилась на обедне у патриарха нашего, потому что без того венчана не будет», а также разрешения есть печёное в среду и мясо в субботу — как то следовало из православных обычаев. Самой Марине приказано было «волосов не наряжать» и позволить служить себе за столом кравчим.
Иногда полагают, что дополнительным фактором, определявшим нетерпение царственного жениха, было польское войско, на преданность которого он спешил опереться, чувствуя непрочность своего положения. Дмитрий настойчиво приглашал Марину вместе с отцом в Москву, но Юрий Мнишек предпочёл выжидать, вероятно, не будучи абсолютно уверен в том, что будущий зять крепко сидит на троне.
Окончательно решился он на поездку весной 1606 года, встревоженный слухами, что ветреный Дмитрий уже несколько месяцев не отпускает от себя Ксению Годунову. «Поелику, — писал Юрий Мнишек, — известная царевна, Борисова дочь, близко вас находится, благоволите, вняв совету благоразумных людей, от себя её отдалить». Условие было выполнено, кроме того, в качестве свадебных подарков, в Самбор было отправлено около 200 тысяч злотых и 6 тысяч золотых дублонов.
24 апреля 1606 года вместе с Юрием Мнишеком и его дочерью в Москву прибыли поляки — около двух тысяч человек — знатные шляхтичи, паны, князья и их свита, которым на дары Дмитрий дополнительно выделил огромные суммы, в частности, одна только шкатулка с драгоценностями, полученная Мариной в качестве свадебного подарка, стоила порядка 500 тысяч золотых рублей, и ещё 100 тысяч было отправлено в Польшу для уплаты долгов. Послам были подарены чистокровные кони, золотые рукомойники, кованая золотая цепь, 13 бокалов, 40 соболиных шкурок и 100 золотых. Для Марины и её свиты под Москвой были разбиты два шатра, для въезда царь подарил своей невесте карету, украшенную серебром и изображениями царских гербов. В карету были впряжены 12 коней серых в яблоках, причём каждого вели под уздцы царские подручные. Встречали будущую царицу воеводы, князья и толпы московского люда, а также оркестр из бубнов и труб. До свадьбы Марина должна была оставаться в Воскресенском монастыре вместе с царицей Марфой. Пожаловавшись, что ей невмоготу «московская еда», Марина добилась у царя присылки к себе польских поваров и кухонной челяди. Обеды, балы и празднества следовали один за другим.

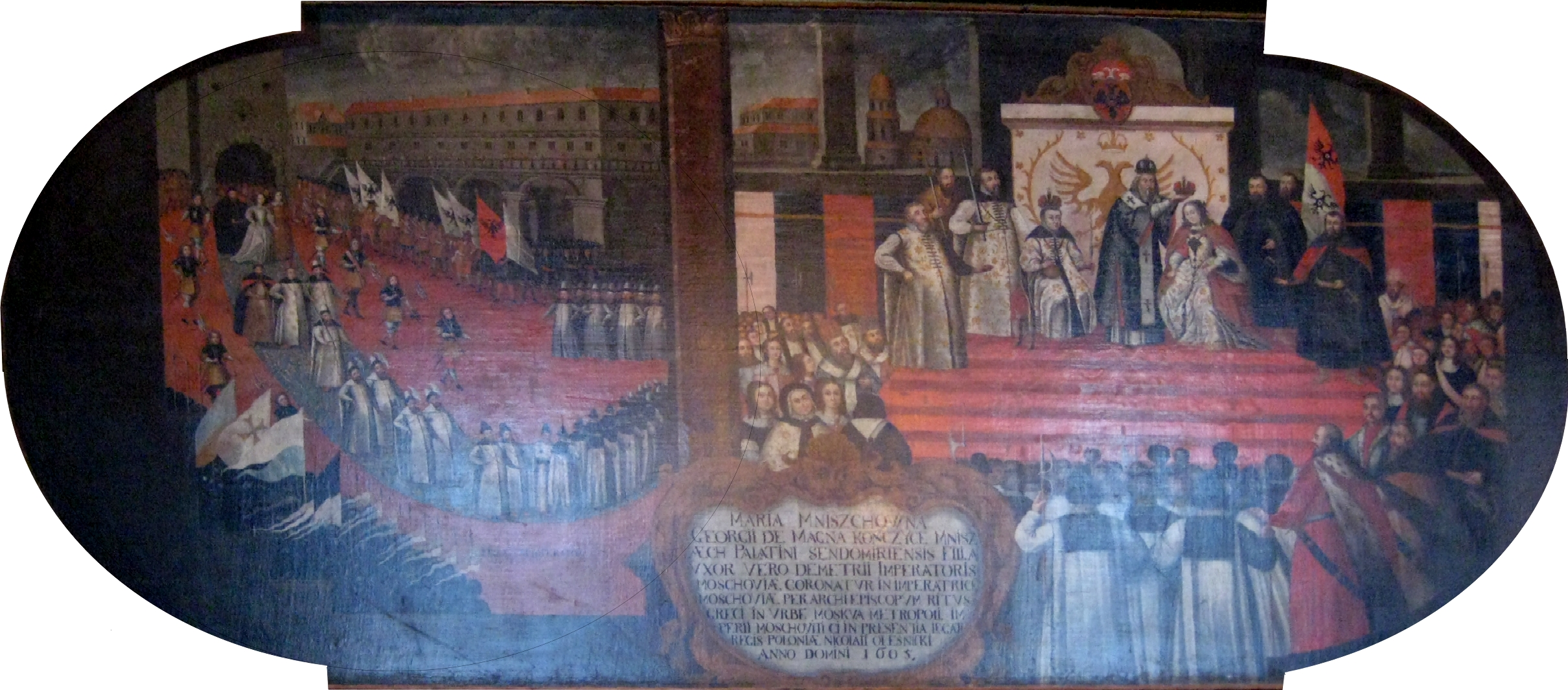
Венчание Марины Мнишек с Лжедмитрием в Успенском соборе 6 мая

Свадьба первоначально была назначена на 4 мая 1606 года, но затем отложена, так как требовалось выработать ритуал хотя бы внешнего принятия Мариной православия. Послушный царю патриарх Игнатий отклонил требование митрополита Гермогена о крещении католички, более того, Гермоген был наказан. Лжедмитрий просил у папы Римского специального разрешения на причащение и миропомазание невесты по греческому обряду, но получил категорический отказ. Миропомазание — как обряд, заменяющий обращение Марины в православие — решено было всё-таки провести.
8 мая 1606 года Марина Мнишек была коронована царицей и духовник Лжедмитрия Терентий совершил обряд бракосочетания. Ввиду смешивания двух ритуалов и обилия приглашённых иноземцев, вполне естественно, было принято решение об объявлении безместия на свадьбе. На коронацию, по её собственным воспоминаниям, Марина отправилась в подаренных женихом санях с серебряной упряжью, обитых бархатом, украшенным жемчугами, с подбитой соболями полстью (войлочный ковёр отделанные мехом соболя). В церковь вёл красный парчовый ковёр, царь и царица, одетая «по-московски» в вишнёвый бархат, украшенный жемчугом, трижды целовали корону и крест, после чего Марина приняла миропомазание «по греческому обряду», и была коронована. Ей также были вручены символы власти — скипетр и крест. Царь шёл в короне и в богатой одежде. По правую руку провожал его посол пан Малогощский, а по левую руку — князь Ф. И. Мстиславский. Возле царя шла царица, одетая по-московски …. Провожал её с правой стороны пан воевода, её отец, а с левой — княгиня Мстиславская. За ней шли приближённые паны и шесть «московитянок», жены сенаторов (бояр). Перед Государём шли стольники и стряпчие, да воеводины приятели с послом, а за ними свадебный поезд.…, а остальным боярам, думным людям, дворянам, приказным людям и приятелями воеводы велено идти за Государём…., а за столом быть воеводе (отцу), его приятелям (родственники) и немногим боярам. При выходе из церкви, как то было принято, в толпу бросали деньги, что кончилось неминуемой давкой и дракой. Сохранились слова Лжедмитрия, сказанные им своему секретарю Бучинскому: «У меня в ту пору большое опасенье было, потому что по православному закону сперва надо крестить невесту, а потом уже вести её в церковь, а некрещёной иноверке и в церковь не войти, а больше всего боялся, что архиереи станут упрямиться, не благословят и миром не помажут».
9 мая 1606 года, в Николин день, против всех традиций был назначен свадебный пир, который продолжался и на следующий день, причём царь угощал бояр польскими блюдами и вновь телятиной, считавшейся в Москве «поганой едой». Это вызвало глухой ропот, на который самозванец не обратил внимания. В тот же день, к возмущению москвичей, перед иностранной гвардией с проповедью выступил пастор лютеранской церкви Святого Михаила Мартин Бэр, что раньше было позволяемо только в Немецкой слободе.
Во время многодневного празднования, когда в палатах играло до 68 музыкантов, Дмитрий отошёл от государственных дел, а в это время приехавшие поляки в пьяном разгуле врывались в московские дома, бросались на женщин, грабили прохожих, особенно отличались панские гайдуки, в пьяном угаре стреляя в воздух и вопя, что царь им не указка, так как они сами посадили его на престол. Этим решили воспользоваться заговорщики.

### Убийство

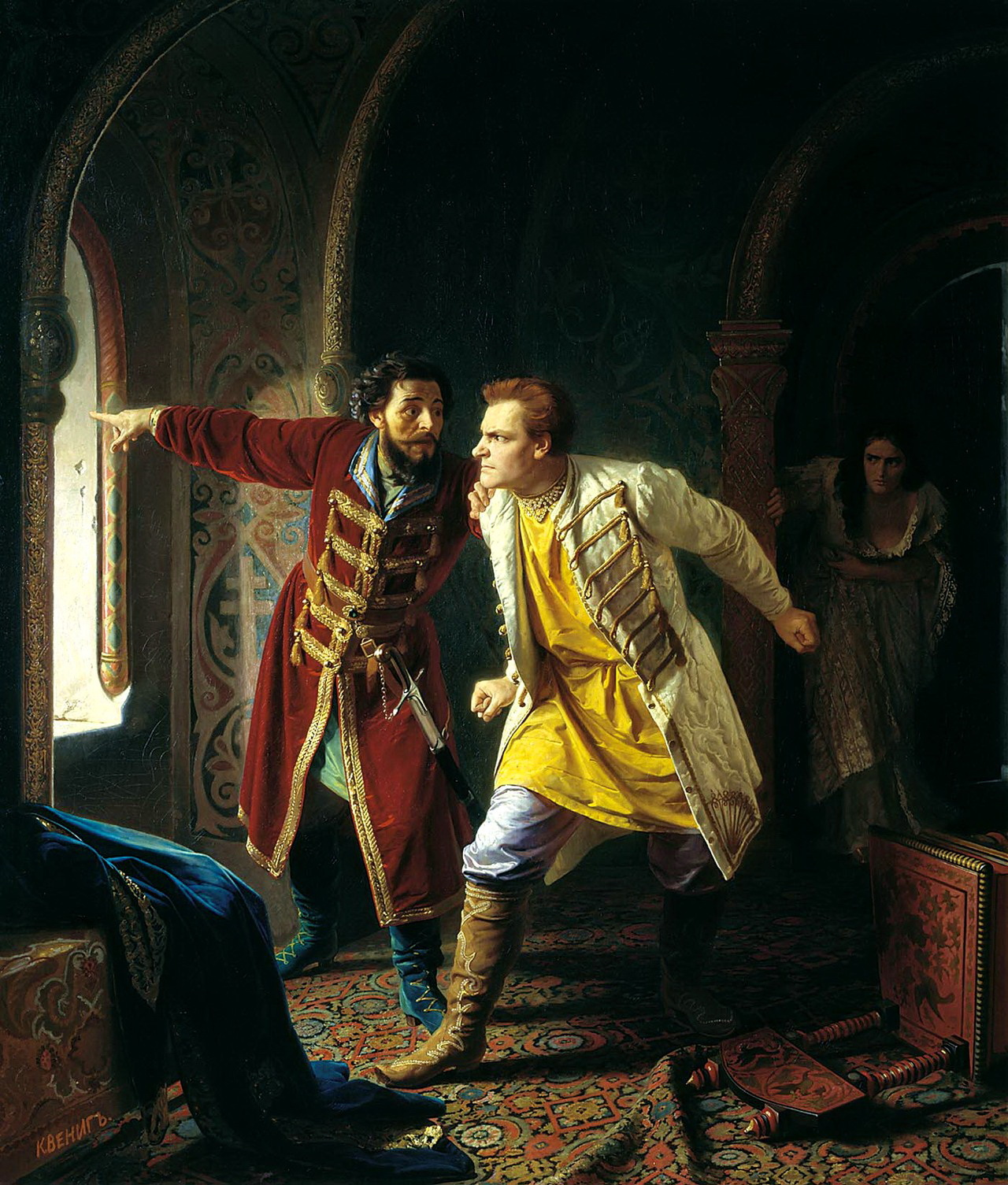
«Последние минуты жизни Лжедмитрия I», картина Карла Венига, 1879 год

14 мая 1606 года Василий Шуйский собрал верных ему купцов и служилых людей, вместе с которыми составил план ответных действий полякам — отметили дома, в которых они живут, и решили в субботу ударить в набат и призвать народ под предлогом защиты царя к бунту.
15 мая об этом донесли Дмитрию, но тот легкомысленно отмахнулся от предостережения, пригрозив наказать самих доносчиков. Свадебные торжества решено было продолжать, несмотря на то, что со всех сторон поступали тревожные слухи о начавшихся глухих волнениях. Дмитрию была подана жалоба на одного из поляков, якобы изнасиловавшего боярскую дочь. Проведённое расследование ничего не дало.
На следующий день был дан бал в новом царском дворце, во время которого играл оркестр из сорока музыкантов, а царь вместе с придворными танцевал и веселился. После окончания праздника Дмитрий ушёл к жене в её недостроенный ещё дворец, причём в сенях расположились несколько челядинцев и музыкантов. Немцы вновь попытались предупредить царя о готовящемся заговоре, но тот снова отмахнулся, со словами: «Это вздор, я этого слышать не хочу».
Той же ночью Шуйский именем царя уменьшил немецкую охрану во дворце со 100 до 30 человек, приказал открыть тюрьмы и выдал оружие толпе.
17 мая 1606 года на рассвете по приказу Шуйского ударили в набат на Ильинке, другие пономари также принялись звонить, ещё не зная, в чём дело. Шуйские, Голицын, Татищев въехали на Красную площадь в сопровождении примерно 200 человек, вооружённых саблями, бердышами и рогатинами. Шуйский кричал, что «литва» пытается убить царя, и требовал, чтобы горожане поднялись в его защиту. Хитрость сделала своё дело, возбуждённые москвичи кинулись бить и грабить поляков. В это время в Москве был Станислав Немоевский, который в своих записках привёл поимённый список попавших под молот московского бунта; было похоронено 524 поляка.
Шуйский въехал в Кремль через Спасские ворота, с мечом в одной руке и крестом в другой. Спешившись возле Успенского собора, он приложился к образу Владимирской Божьей матери, и далее приказал толпе «идти на злого еретика».
Разбуженный колокольным звоном, Дмитрий кинулся в свой дворец, где Дмитрий Шуйский сказал ему, что Москва горит. Дмитрий попытался вернуться к жене, чтобы успокоить её и затем ехать на пожар, но толпа уже ломилась в двери, сметая немецких алебардщиков. Басманов, последним оставшийся с царём, открыв окно, потребовал ответа и услышал: «Отдай нам твоего вора, тогда поговоришь с нами».
К этому времени относится эпизод с дьяком Тимофеем Осиповым, на которого была возложена обязанность приводить московский люд к присяге новой царице. Дьяк, готовясь к неизбежному, наложил на себя пост и дважды причастился святых тайн, после чего, проникнув в царскую опочивальню, якобы заявил царю: «Велишь себя писать в титулах и грамотах цезарь непобедимый, а то слово по нашему христианскому закону Господу нашему Иисусу Христу грубо и противно: а ты вор и еретик подлинный, расстрига Гришка Отрепьев, а не царевич Димитрий». Впрочем, существует мнение, что вся эта история не более чем патриотическая легенда, и Осипов проник во дворец, чтобы зарезать Дмитрия во сне, времени на произнесения речей у него не было. Так или иначе, доподлинно известно, что Тимофей был убит Петром Басмановым, его труп выброшен из окна.
Далее, как рассказывали очевидцы, в суматохе не обнаружив своего меча, Дмитрий вырвал алебарду у одного из стражников и подступил к дверям с криком: «Прочь! Я вам не Борис!» Басманов спустился на крыльцо и попытался уговорить толпу разойтись, но Татищев ударил его ножом в сердце.

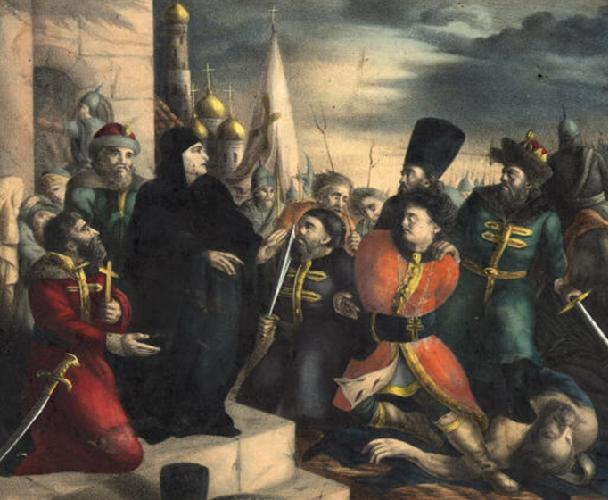
«Царица Марфа обличает Лжедмитрия». Раскрашенная литография по эскизу В. Бабушкина, середина XIX века

Дмитрий запер дверь, а когда заговорщики стали ломать её, бросился бежать по коридору и выбрался в окно, пытаясь спуститься по лесам, чтобы скрыться в толпе, но оступился и упал с высоты 15 саженей в житный двор, где его подобрали нёсшие караул стрельцы. Царь был без сознания, с вывихнутой ногой и разбитой грудью. Стрельцы облили его водой, и, когда он пришёл в себя, то просил защиты от заговорщиков, обещая им поместья и имущество мятежных бояр, а также семьи мятежников — в холопство. Стрельцы внесли его на руках в опустошённый и ограбленный дворец, где попытались защитить от заговорщиков, рвавшихся довершить начатое. В ответ приспешники Татищева и Шуйского стали грозить стрельцам убить их жён и детей, если те не отдадут «вора».
Какой-то немец попытался подать царю спирта, чтобы поддержать в нём сознание, но был за это убит. Стрельцы, заколебавшись, потребовали, чтобы царица Марфа ещё раз подтвердила, что Дмитрий — её сын, в противном случае — «Бог в нём волен». Заговорщики были вынуждены согласиться, но пока гонец ездил к Марфе за ответом, они с руганью и угрозами требовали от Дмитрия, чтобы он назвал своё настоящее имя, звание и имя своего отца — но Дмитрий до последнего момента твердил, что он сын Грозного и порукой тому слово его матери. С него сорвали царское платье и вырядили в какие-то лохмотья, тыкали пальцами в глаза и дёргали за уши.
Вернувшийся гонец, князь Иван Васильевич Голицын, крикнул, что Марфа ответила, будто её сын убит в Угличе, после чего из толпы раздались крики и угрозы, вперёд выскочил сын боярский Григорий Валуев и выстрелил в упор, сказав: «Что толковать с еретиком: вот я благословляю польского свистуна!». Дмитрия добили мечами и алебардами.

### Посмертное поругание

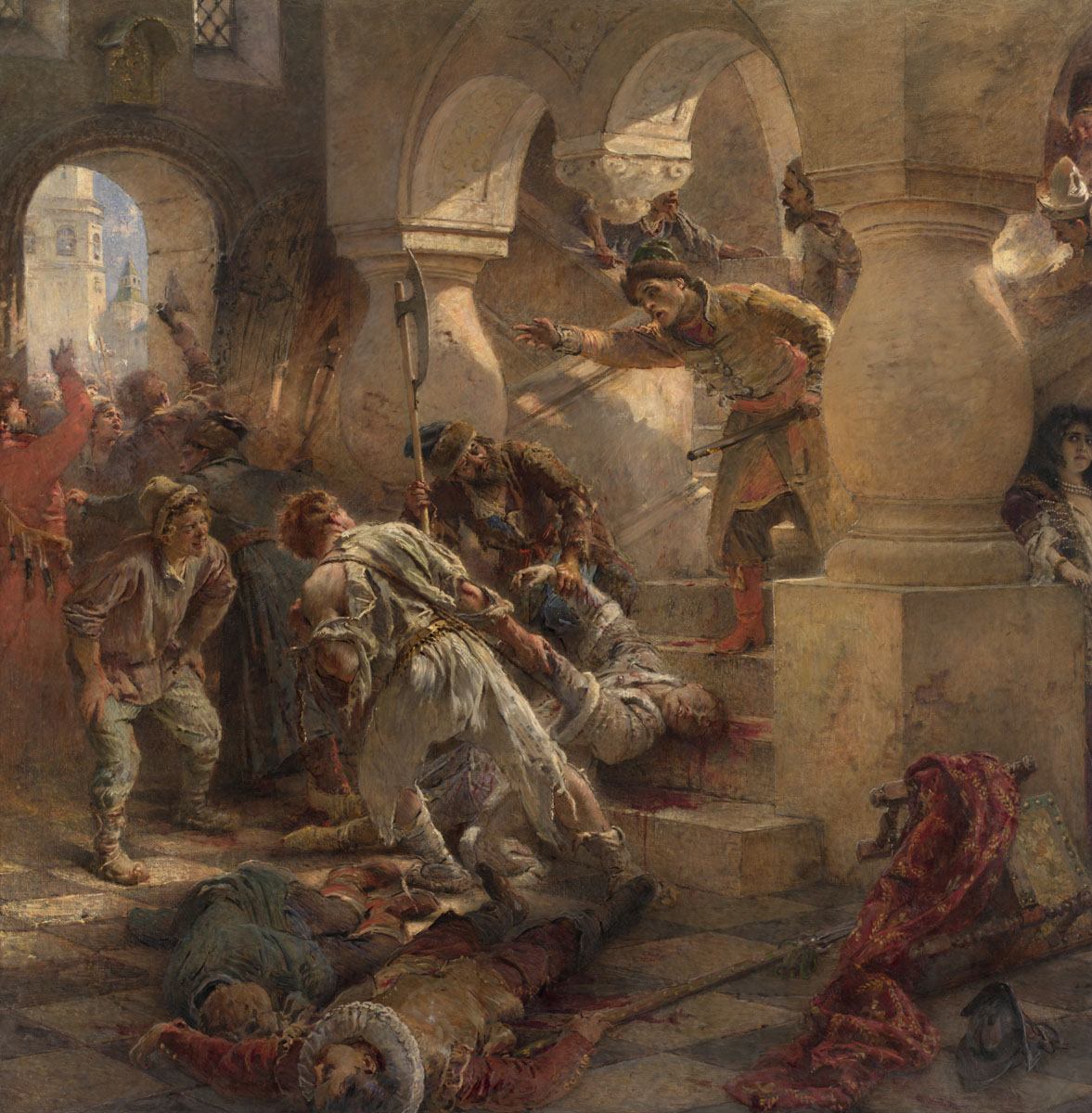
К. Е. Маковский. «Убийство Лжедмитрия».

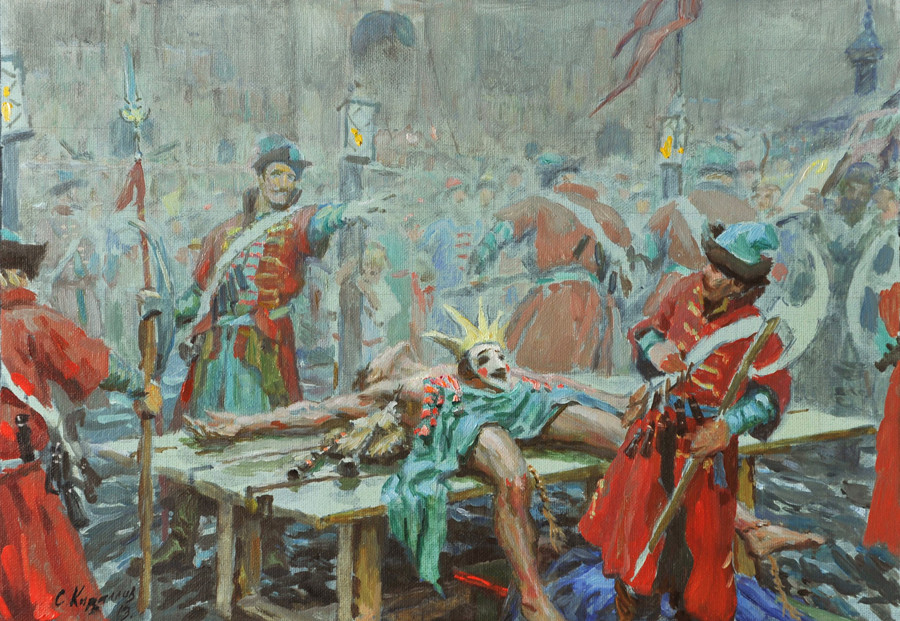
С. А. Кириллов. Эскиз к картине «Смутное время. Лжедмитрий». 2013

Тела убитого царя и Басманова приволокли через Фроловские (Спасские) ворота на Красную площадь и сняли с них одежду. Поравнявшись с Вознесенским монастырём, толпа вновь требовала от инокини Марфы ответа — её ли это сын. По свидетельству современников, та дала такой ответ: «Об этом надобно было спрашивать, когда он был жив, а теперь он уже не мой».
Тела решено было подвергнуть так называемой «торговой казни». В течение первого дня они лежали в грязи посреди рынка, там, где когда-то была поставлена плаха для Шуйского. На второй день с рынка был принесён стол или прилавок, на него положили тело Дмитрия. На грудь ему (или по другим сведениям — на распоротый живот) бросили маску, одну из тех, которые сам царь готовил для придворного карнавала, в рот воткнули дудку; под стол бросили труп Басманова. Три дня длились надругательства москвичей над телом — его посыпали песком, мазали дёгтем и «всякой мерзостью». Жак Маржерет, наёмник на русской службе, вспоминал об этих событиях так:
Покойного Дмитрия, мёртвого и нагого, протащили мимо монастыря императрицы — его матери — до площади… и положили сказанного Дмитрия на стол длиной около аршина, так что голова свешивалась с одной стороны и ноги — с другой, а сказанного Петра Басманова положили под сказанный стол.
Среди москвичей цареубийство вызвало неоднозначную реакцию, многие плакали, глядя на поругание. Чтобы пресечь любую жалость к «расстриге», было объявлено, что маска у него на груди есть идол, «харя», которой он поклонялся при жизни. Здесь же вслух читали «грамоту» о жизни Григория Отрепьева в монастыре и его бегстве; по слухам, на площадь был также приведён младший брат Отрепьева, очень похожий на бывшего царя. Затем Басманова похоронили у церкви Николы Мокрого, а Дмитрия — в так называемом «убогом доме», кладбище для упившихся или замёрзших, за Серпуховскими воротами.
Сразу после похорон ударили необычайно суровые морозы, уничтожившие траву на полях и уже посеянное зерно. По городу пошли слухи, что виной тому волшебство бывшего монаха, говорили также, что «мёртвый ходит» и над могилой сами собой вспыхивают и движутся огни, и слышатся пение и звуки бубнов. По Москве стали ходить слухи, что здесь не обошлось без нечистой силы и «бесы расстригу славят». Шептались также, что на следующий день после погребения тело само собой оказалось у богадельни, а рядом с ним сидели два голубя, никак не желающие улетать. Труп «расстриги», как рассказывают легенды, попытались закопать поглубже, но через неделю он вновь сам собой очутился на другом кладбище, то есть «земля его не принимала», впрочем, как не принимал огонь, согласно слухам, сжечь труп было невозможно. Всё же, тело Дмитрия выкопали, сожгли и, смешав пепел с порохом, выстрелили из пушки в ту сторону, откуда он пришёл — в сторону Речи Посполитой. По воспоминаниям Марины Мнишек, в это время совершилось «последнее чудо» — когда труп «расстриги» тащили через кремлёвские ворота, ветер сорвал с ворот щиты, и невредимыми, в том же порядке установил их посреди дороги.

## Образ Лжедмитрия I в культуре

### В фольклоре
В частности, в народном сказе о «Гришке» в записи С. Н. Азбелева самозванец «научает» Марину не принимать православия и презирать московских бояр, во время же богослужения отправляется с ней в «мыльню» (то есть баню), за что и наказывается.
Известна также песня о Гришке-богохульнике:

А местные иконы под себя стелет,

А чюдны кресты под пяты кладет.

И вариант, где он пытается сделать для себя «бесовские крылья», чтобы улететь от неизбежного и заслуженного наказания.

А поделаю крыльица дьявольски,

Улечу нунь я дьяволом!

Народная молва также делает Гришку убийцей юного царевича — конечно же, с целью освободить трон для себя самого.

Не лютая змея возвевалася,

Возвевалось лукавство великое.

Упало лукавство царю Дмитрию на белу грудь.

Убили же царя Дмитрия в гуляньях, на игрищах,

Убил же его Гришка Расстриженный,

Убимши его, сам на царство сел.

Ещё в одном народном рассказе Гришка-монах, разочаровавшийся в жизни, отправляется топиться на Москву-реку, где его останавливает сатана и сулит любые земные блага за душу будущего самозванца. Тот соглашается и выбирает для себя «царство Московское».
По этой версии, нечистый, получив от самозванца подписанный кровью документ, на котором случайно или нарочно не была поставлена дата исполнения, чародейством заставляет короля польского поверить претенденту, и таким же чародейством «отводит глаза» москвичам, заставляя видеть в самозванце давно погибшего царевича. Впрочем, Лжедмитрий совершает промашку, пытаясь ввести в Москве «литовскую ересь» вместо православия. В ответ на молитвы перепуганных москвичей бесовский туман рассеивается, и все видят, кто находится перед ними на самом деле.
Записанная П. Н. Рыбаковым песня «Гришка Расстригин» поясняет, что ради видимого сходства с урождённым царским сыном, имевшим на груди «знак»:

А это Гришка — Рострижка Отрепьев сын,

Сидел в тюрьмы ровно тридцать лет,

Заростил крест во белы груди,

Так назывался, собака, прямым царем,

Прямым царем, царем Митрием,

Царевичем Митрием московским.
Стоит Гришка расстрижка Отрепьев сын

Против зеркала хрустального,

Держит в руках книгу волшебную,

Волхвует Гришка расстрижка Отрепьев сын…

В одной из поздних былин, записанных на русском Севере «Гришка-расстрижка, нечистый дух», приобретший силу в результате «бесовской свадьбы с Маринкой» становится на место Кощея, с ним сражается Иван Годинович.

### В авторском творчестве

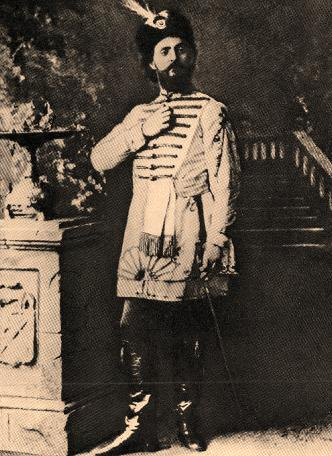
Фёдор Комиссаржевский, первый исполнитель роли Лжедмитрия в опере «Борис Годунов»

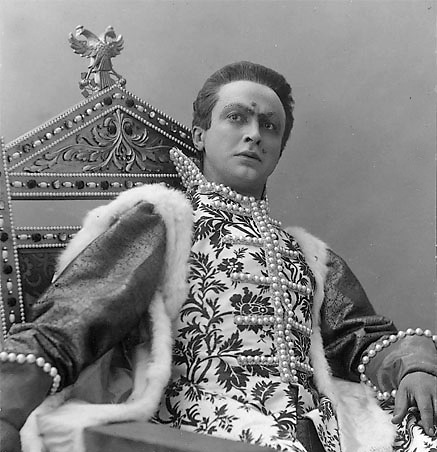
Александр Остужев в постановке пьесы «Дмитрий Самозванец и Василий Шуйский»

- В книгах, посвящённых царствованию Бориса Годунова или началу Смутного времени, обязательно появляется образ первого самозванца.
- Образ Лжедмитрия I появляется в пьесе Лопе де Вега «Великий Князь Московский, или Преследуемый император» (исп. El gran duque de Moscovia y emperador perseguido, 1617), впрочем, испанский драматург весьма вольно обошёлся с российской историей[75] — поддерживаемый иезуитами и католиками-поляками, Лжедмитрий изображается как истинный царевич, пострадавший от интриг, причиной чему является ортодоксально-католическая позиция писателя[76].

- Лжедмитрий I выступает как главный герой в стихотворных трагедиях А. П. Сумарокова (1771), В. Т. Нарежного и А. С. Хомякова (1832), носящих одно и то же имя («Димитрий Самозванец»), ему посвящена пьеса А. Н. Островского «Дмитрий Самозванец и Василий Шуйский» (1886). Он стал заглавным героем пьесы Фридриха Шиллера «Деметриус», которая осталась незаконченной из-за ранней смерти автора (1805)[77].
- Кондратий Рылеев посвятил Лжедмитрию одну из своих дум.
- В пьесе А. С. Пушкина «Борис Годунов» Лжедмитрий предстаёт как авантюрист, знающий цену своему «царскому имени», но при том рискующий ради русского престола из любви к Марине Мнишек.
- Лжедмитрию посвящён роман Фаддея Булгарина «Дмитрий Самозванец», идею которого он, вероятно, украл у Пушкина[78]
- Он же является главным героем оперы Антонина Дворжака «Димитрий» (1881—1882).
- Американский историк и романист Гарольд Лэмб посвятил Лжедмитрию один из своих романов «казачьего цикла» под названием «Хозяин волков» (1933). В этом романе, написанном в жанре «альтернативной истории», демоническому Лжедмитрию удаётся избежать смерти на Красной площади и исчезнуть в украинских степях, преследуемому когда-то им обманутым казаком (на русский данный цикл не переводился).
- Гибель самозванца описывает Райнер Мария Рильке в своём единственном романе «Записки Мальте Лауридса Бригге» (1910).
- В творчестве Марины Цветаевой (цикл «Марина») звучит тема любви самозванца к Марине Мнишек[79].

- Произведение Бориса Акунина «Детская книга», в основе сюжета которой лежит путешествие во времени, описывает фантастические события, где деятельный и прагматичный Лжедмитрий I — пионер 1960-х годов, попавший в прошлое через загадочную хронодыру.
- Лжедимитрий I — один из центральных героев пьес «Царские игры»[80] и «Ванька-каин»[81] драматурга Константина Скворцова.
- В повести Андрея Буровского «Россия, которой не было-2. Русская Атлантида» Лжедмитрию посвящена глава 23 «Последний шанс».
- Лжедмитрий I − один из персонажей поэмы Натальи Кончаловской «Наша древняя столица».
- События периода царствования Бориса Годунова, Лжедмитрия I и Василия Шуйского описаны в книге Дмитрия Дарина «Смута».

## Киновоплощения
- Сюжет пьесы Пушкина отразился в опере М. П. Мусоргского «Борис Годунов», написанной по материалам пушкинской драмы, и в нескольких фильмах с тем же названием — режиссёров Веры Строевой (1954), Сергея Бондарчука (1986), Бориса Небиеридзе (1987), А.Жулавского (1989), Владимира Мирзоева (2011). В фильме В. Строевой его сыграл Георгий Нэлепп, у С. Бондарчука — Александр Соловьёв, в фильме 1987 — Олег Исаев, в фильме 1989 — Павел Слаби, в картине Владимира Мирзоева — Андрей Мерзликин.
- «1612: Хроники смутного времени» (2007, реж. Владимир Хотиненко). В роли Лжедмитрия I — Дмитрий Ульянов.
- Телесериал «Годунов» (2018—2019, реж. Алексей Андрианов). В роли Лжедмитрия I — Евгений Ткачук.